# Tour d'Italie féminin 2014
La 25e édition du Tour d'Italie féminin (Giro Rosa en italien) a lieu du 4 au 13 juillet 2014. La course fait partie du calendrier UCI féminin en catégorie 2.1. Elle est au total constituée d'un prologue et de neuf étapes. Les premières étapes se situent dans le sud de l'Italie dans les environs de Naples avant de remonter vers le nord le long de la mer Adriatique pour arriver dans le Vénétie. Les dernières étapes se déroulent dans les montagnes de Lombardie avec notamment une arrivée à San Domenico di Varzo et une à la Madonna del Ghisallo.
Le prologue est remporté par Annemiek van Vleuten. La formation Rabo Liv domine déjà cette épreuve en occupant les quatre premières places avec Marianne Vos, Pauline Ferrand-Prévot et Anna van der Breggen. Le lendemain l'étape vallonnée est mise à profit par Elisa Longo Borghini, Marianne Vos et Pauline Ferrand-Prévot pour s'échapper. Elles prennent une minute-vingt par rapport au peloton et Marianne Vos s'empare définitivement du maillot rose. Giorgia Bronzini gagne au sprint la deuxième étape. Annemiek van Vleuten remporte la troisième étape en échappée. Marianne Vos s'adjuge les deux étapes suivantes au sprint. Lors de la sixième étape, la première  montagneuse, Emma Pooley attaque dès la première difficulté et s'impose en solitaire. La septième étape est de nouveau remporté au sprint par Marianne Vos. Les deux étapes de montagne reine sont gagnées par Emma Pooley, derrière le classement général évolue peu. Marianne Vos perd certes un peu de temps sur la huitième étape et Anna van der Breggen monte sur le podium. Finalement, Marianne Vos inscrit son nom au palmarès de l'épreuve devant Pauline Ferrand-Prévot et Anna van der Breggen. Elle est également vainqueur du classement par points. La Française est la meilleure jeune. Emma Pooley est la meilleure grimpeuse et Elisa Longo Borghini s'adjuge le classement de la meilleure Italienne.

## Présentation

### Parcours
Le prologue se court à Caserte dans le corso Trieste, qui est alors formé de plaques de béton. Il consiste en une ligne droite longue d'un kilomètre suivie d'un virage à cent quatre-vingt degré et un trajet retour identique. La première étape se dispute sur un court circuit long de 8,6 km à réaliser onze fois. Il comporte une côte de 1,8 km de long avec un pourcentage allant jusqu'à 10%. La deuxième étape est également courue en circuit mais est nettement plus plate et se destine aux sprinteuses. Elle parcourt un circuit de 20 km de long six fois. La troisième étape comporte l'ascension du Belmonte Castello à mi-course puis une ascension finale longue de 5 km et menant à San Donato val di Comino. La cinquième étape est plutôt plate, avec néanmoins la côte de Pesaro.
La sixième étape, marque le début de la montagne. Elle comporte notamment deux côtes, une étant vers San Pietro di Feletto, avec une pente maximale de 20 % puis un col long de 13 km juste avant l'arrivée. L'étape suivante est nettement plus facile. Après une descente neutralisée depuis Aprica, le peloton doit monter une côte de 5,4 km vers Teglio. Le reste de l'étape est plat. La huitième étape fait figure d'étape reine avec l'arrivée au sommet de San Domenico di Varzo, désormais classique sur le Tour d'Italie féminin. Elle est longue de treize kilomètres officiellement, mais en ajoutant les faux-plats y menant on arrive à quasiment vingt kilomètres. Sa pente moyenne est de huit pour cent avec douze pour cent sur les deux derniers kilomètres. La dernière étape est similaire avec un début relativement plat puis la montée de la Madonna del Ghisallo.

### Équipes
| Équipes féminines professionnelles (20)- Alé Cipollini - Astana BePink Womens - Bizkaia-Durango - Boels Dolmans - BTC City Ljubljana - Estado de México-Faren - Forno d’Asolo-Astute - Giant-Shimano - Hitec Products - Lotto-Belisol Ladies - Orica-AIS - Rabo Liv Women - RusVelo - SC Michela Fanini Rox - Servetto Footon - Specialized-Lululemon - Top Girls Fassa Bortolo - UnitedHealthcare Women's - Vaiano Fondriest - Wiggle Honda |
| |

### Favorites
La vainqueur sortante Mara Abbott compte bien récidiver et ainsi emporter son troisième Tour d'Italie. Marianne Vos, vainqueur en 2011 et 2012, a le même objectif,.

## Étapes
| Étape     | Date      | Villes étapes                           | type              | Distance (km) | Vainqueur d'étape    | Leader du classement général |
| --------- | --------- | --------------------------------------- | ----------------- | ------------- | -------------------- | ---------------------------- |
| Prologue  | 4 juill.  | Caserte – Caserte                       | prologue          | 2,05          | Annemiek van Vleuten | Annemiek van Vleuten         |
| 1re étape | 5 juill.  | Santa Maria a Vico – Santa Maria a Vico | étape vallonnée   | 95,2          | Marianne Vos         | Marianne Vos                 |
| 2e étape  | 6 juill.  | Frattamaggiore – Frattamaggiore         | étape de plaine   | 120           | Giorgia Bronzini     | Marianne Vos                 |
| 3e étape  | 7 juill.  | Caserte – San Donato Val di Comino      | étape vallonnée   | 125,3         | Annemiek van Vleuten | Marianne Vos                 |
| 4e étape  | 8 juill.  | Alba Adriatica – Jesi                   | étape de plaine   | 118           | Marianne Vos         | Marianne Vos                 |
| 5e étape  | 9 juill.  | Jesi – Cesenatico                       | étape de plaine   | 118,3         | Marianne Vos         | Marianne Vos                 |
| 6e étape  | 10 juill. | Gaiarine – San Fior                     | étape de montagne | 112           | Emma Pooley          | Marianne Vos                 |
| 7e étape  | 11 juill. | Aprica – Chiavenna                      | étape vallonnée   | 91,8          | Marianne Vos         | Marianne Vos                 |
| 8e étape  | 12 juill. | Verbania – San Domenico di Varzo        | étape de montagne | 90,3          | Emma Pooley          | Marianne Vos                 |
| 9e étape  | 13 juill. | Trezzo sull’Adda – Madonna del Ghisallo | étape de montagne | 80,1          | Emma Pooley          | Marianne Vos                 |

## Déroulement de la course

### Prologue

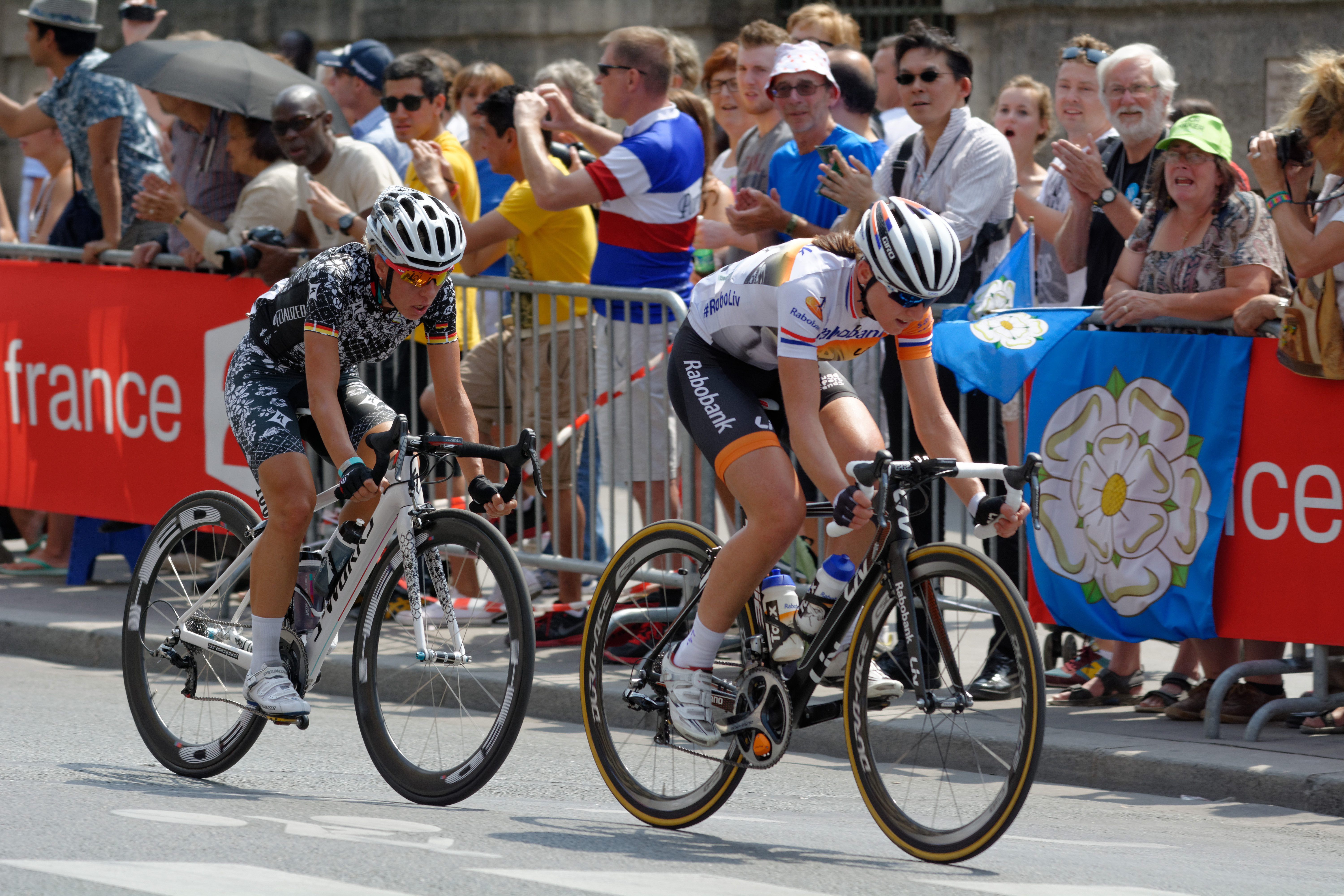
Annemiek van Vleuten, ici en tête durant la Course by le Tour de France 2014

Le prologue se court sous une chaleur humide. Annemiek van Vleuten, championne des Pays-Bas du contre-la-montre, s'impose devant ses coéquipières Marianne Vos, Pauline Ferrand-Prévot et Anna van der Breggen. Melissa Hoskins est cinquième et première non Rabo Liv.
| \| Classement de l'étape \| Classement de l'étape \| Classement de l'étape \| Classement de l'étape \| Classement de l'étape \| \| Coureur \| Coureur \| Pays \| Équipe \| Temps \| \| --------------------- \| ---------------------- \| --------------------- \| --------------------- \| --------------------- \| \| 1re \| Annemiek van Vleuten \| Pays-Bas \| Rabo Liv Women \| 2 min 26 s \| \| 2e \| Marianne Vos \| Pays-Bas \| Rabo Liv Women \| + 1 s \| \| 3e \| Pauline Ferrand-Prévot \| France \| Rabo Liv Women \| + 5 s \| \| 4e \| Anna van der Breggen \| Pays-Bas \| Rabo Liv Women \| + 7 s \| \| 5e \| Melissa Hoskins \| Australie \| Orica-AIS \| + 8 s \| \| 6e \| Roxane Knetemann \| Pays-Bas \| Rabo Liv Women \| + 8 s \| \| 7e \| Jolien D'Hoore \| Belgique \| Lotto Belisol Ladies \| + 9 s \| \| 8e \| Shelley Olds \| États-Unis \| Alé Cipollini \| + 10 s \| \| 9e \| Ellen van Dijk \| Pays-Bas \| Boels Dolmans \| + 10 s \| \| 10e \| Amy Pieters \| Pays-Bas \| Giant-Shimano \| + 10 s \| |                        |            |                      |            |
| |                        |            |                      |            |
| Source : ProCyclingStats |                        |            |                      |            |
| Classement de l'étape |                        |            |                      |            |
| Coureur | Coureur                | Pays       | Équipe               | Temps      |
| 1re | Annemiek van Vleuten   | Pays-Bas   | Rabo Liv Women       | 2 min 26 s |
| 2e | Marianne Vos           | Pays-Bas   | Rabo Liv Women       | + 1 s      |
| 3e | Pauline Ferrand-Prévot | France     | Rabo Liv Women       | + 5 s      |
| 4e | Anna van der Breggen   | Pays-Bas   | Rabo Liv Women       | + 7 s      |
| 5e | Melissa Hoskins        | Australie  | Orica-AIS            | + 8 s      |
| 6e | Roxane Knetemann       | Pays-Bas   | Rabo Liv Women       | + 8 s      |
| 7e | Jolien D'Hoore         | Belgique   | Lotto Belisol Ladies | + 9 s      |
| 8e | Shelley Olds           | États-Unis | Alé Cipollini        | + 10 s     |
| 9e | Ellen van Dijk         | Pays-Bas   | Boels Dolmans        | + 10 s     |
| 10e | Amy Pieters            | Pays-Bas   | Giant-Shimano        | + 10 s     |

| \| Classement général \| Classement général \| Classement général \| Classement général \| Classement général \| \| Coureur \| Coureur \| Pays \| Équipe \| Temps \| \| ------------------ \| ---------------------- \| ------------------ \| -------------------- \| ------------------ \| \| 1re \| Annemiek van Vleuten \| Pays-Bas \| Rabo Liv Women \| 2 min 26 s \| \| 2e \| Marianne Vos \| Pays-Bas \| Rabo Liv Women \| + 1 s \| \| 3e \| Pauline Ferrand-Prévot \| France \| Rabo Liv Women \| + 5 s \| \| 4e \| Anna van der Breggen \| Pays-Bas \| Rabo Liv Women \| + 7 s \| \| 5e \| Melissa Hoskins \| Australie \| Orica-AIS \| + 8 s \| \| 6e \| Roxane Knetemann \| Pays-Bas \| Rabo Liv Women \| + 8 s \| \| 7e \| Jolien D'Hoore \| Belgique \| Lotto Belisol Ladies \| + 9 s \| \| 8e \| Shelley Olds \| États-Unis \| Alé Cipollini \| + 10 s \| \| 9e \| Ellen van Dijk \| Pays-Bas \| Boels Dolmans \| + 10 s \| \| 10e \| Amy Pieters \| Pays-Bas \| Giant-Shimano \| + 10 s \| |                        |            |                      |            |
| |                        |            |                      |            |
| Source : ProCyclingStats |                        |            |                      |            |
| Classement général |                        |            |                      |            |
| Coureur | Coureur                | Pays       | Équipe               | Temps      |
| 1re | Annemiek van Vleuten   | Pays-Bas   | Rabo Liv Women       | 2 min 26 s |
| 2e | Marianne Vos           | Pays-Bas   | Rabo Liv Women       | + 1 s      |
| 3e | Pauline Ferrand-Prévot | France     | Rabo Liv Women       | + 5 s      |
| 4e | Anna van der Breggen   | Pays-Bas   | Rabo Liv Women       | + 7 s      |
| 5e | Melissa Hoskins        | Australie  | Orica-AIS            | + 8 s      |
| 6e | Roxane Knetemann       | Pays-Bas   | Rabo Liv Women       | + 8 s      |
| 7e | Jolien D'Hoore         | Belgique   | Lotto Belisol Ladies | + 9 s      |
| 8e | Shelley Olds           | États-Unis | Alé Cipollini        | + 10 s     |
| 9e | Ellen van Dijk         | Pays-Bas   | Boels Dolmans        | + 10 s     |
| 10e | Amy Pieters            | Pays-Bas   | Giant-Shimano        | + 10 s     |

### 1reétape

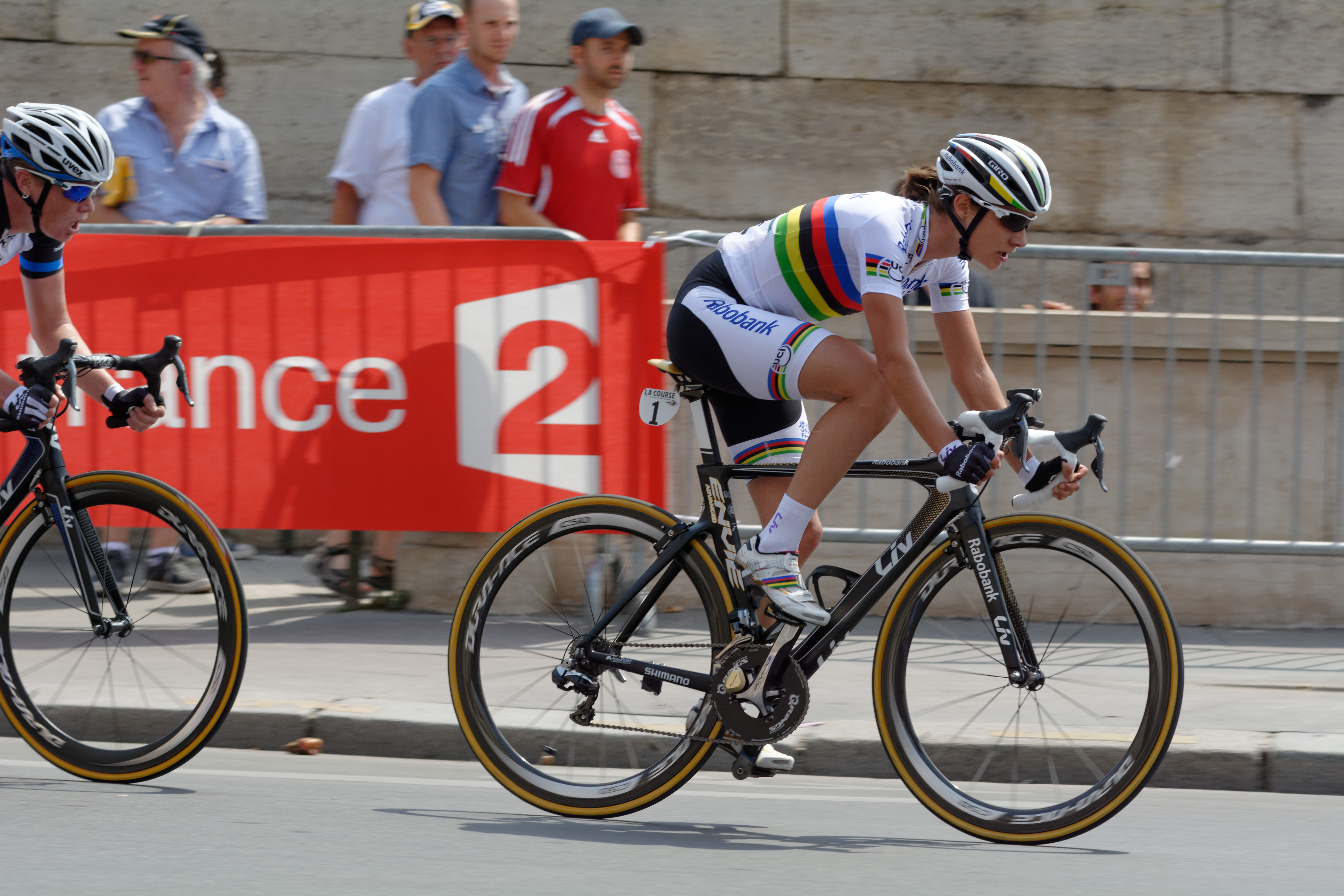
Marianne Vos durant la Course by le Tour 2014

La côte présente sur le circuit assure une sélection dans le peloton. Il y a de nombreuses attaques, par exemple de Valentina Scandolara, mais aucune ne parvient à maintenir en tête longtemps. Annemiek van Vleuten part avec Ashleigh Moolman. Ensemble, elles comptent jusqu'à une minute d'avance. Plus tard, Tetyana Riabchenko rentre sur l'avant. L'équipe Specialized-Lululemon lance la poursuite, mais c'est ensuite la Rabo Liv qui prend le relais. À l'évidence, l'équipe n'a pas confiance en les capacités d'Annemiek van Vleuten pour suivre Ashleigh Moolman dans le final. L'échappée est finalement reprise. À deux tours de l'arrivée, Pauline Ferrand-Prévot place une attaque et est suivie par Elisa Longo Borghini et Marianne Vos. Il se dispute la victoire et compte plus d'une minute d'avance sur les poursuivantes. La Néerlandaise est la plus rapide au sprint et s'empare par la même occasion du maillot rose. Pauline Ferrand-Prévot et Elisa Longo Borghini sont respectivement deuxième et troisième du classement général. À noter que Emma Pooley perd beaucoup de temps à cause d'un saignement de nez. Anna van der Breggen est également victime d'une chute dans la descente durant l'étape. La révélation de l'édition précédente, Francesca Cauz perd plus de vingt minutes,,,.
| \| Classement de l'étape \| Classement de l'étape \| Classement de l'étape \| Classement de l'étape \| Classement de l'étape \| \| Coureur \| Coureur \| Pays \| Équipe \| Temps \| \| --------------------- \| ---------------------- \| --------------------- \| --------------------- \| --------------------- \| \| 1re \| Marianne Vos \| Pays-Bas \| Rabo Liv Women \| 2 h 42 min 03 s \| \| 2e \| Elisa Longo Borghini \| Italie \| Hitec Products \| + 4 s \| \| 3e \| Pauline Ferrand-Prévot \| France \| Rabo Liv Women \| + 5 s \| \| 4e \| Claudia Lichtenberg \| Allemagne \| Giant-Shimano \| + 1 min 20 s \| \| 5e \| Megan Guarnier \| États-Unis \| Boels Dolmans \| + 1 min 20 s \| \| 6e \| Anna van der Breggen \| Pays-Bas \| Rabo Liv Women \| + 1 min 20 s \| \| 7e \| Emma Johansson \| Suède \| Orica-AIS \| + 1 min 20 s \| \| 8e \| Ashleigh Moolman \| Afrique du Sud \| Hitec Products \| + 1 min 20 s \| \| 9e \| Mara Abbott \| États-Unis \| UnitedHealthcare \| + 1 min 24 s \| \| 10e \| Audrey Cordon \| France \| Hitec Products \| + 1 min 24 s \| |                        |                |                  |                 |
| |                        |                |                  |                 |
| Source : ProCyclingStats |                        |                |                  |                 |
| Classement de l'étape |                        |                |                  |                 |
| Coureur | Coureur                | Pays           | Équipe           | Temps           |
| 1re | Marianne Vos           | Pays-Bas       | Rabo Liv Women   | 2 h 42 min 03 s |
| 2e | Elisa Longo Borghini   | Italie         | Hitec Products   | + 4 s           |
| 3e | Pauline Ferrand-Prévot | France         | Rabo Liv Women   | + 5 s           |
| 4e | Claudia Lichtenberg    | Allemagne      | Giant-Shimano    | + 1 min 20 s    |
| 5e | Megan Guarnier         | États-Unis     | Boels Dolmans    | + 1 min 20 s    |
| 6e | Anna van der Breggen   | Pays-Bas       | Rabo Liv Women   | + 1 min 20 s    |
| 7e | Emma Johansson         | Suède          | Orica-AIS        | + 1 min 20 s    |
| 8e | Ashleigh Moolman       | Afrique du Sud | Hitec Products   | + 1 min 20 s    |
| 9e | Mara Abbott            | États-Unis     | UnitedHealthcare | + 1 min 24 s    |
| 10e | Audrey Cordon          | France         | Hitec Products   | + 1 min 24 s    |

| \| Classement général \| Classement général \| Classement général \| Classement général \| Classement général \| \| Coureur \| Coureur \| Pays \| Équipe \| Temps \| \| ------------------ \| ---------------------- \| ------------------ \| ------------------ \| ------------------ \| \| 1re \| Marianne Vos \| Pays-Bas \| Rabo Liv Women \| 2 h 44 min 20 s \| \| 2e \| Pauline Ferrand-Prévot \| France \| Rabo Liv Women \| + 15 s \| \| 3e \| Elisa Longo Borghini \| Italie \| Hitec Products \| + 23 s \| \| 4e \| Anna van der Breggen \| Pays-Bas \| Rabo Liv Women \| + 1 min 36 s \| \| 5e \| Ashleigh Moolman \| Afrique du Sud \| Hitec Products \| + 1 min 42 s \| \| 6e \| Claudia Lichtenberg \| Allemagne \| Giant-Shimano \| + 1 min 42 s \| \| 7e \| Emma Johansson \| Suède \| Orica-AIS \| + 1 min 44 s \| \| 8e \| Megan Guarnier \| États-Unis \| Boels Dolmans \| + 1 min 44 s \| \| 9e \| Audrey Cordon \| France \| Hitec Products \| + 1 min 55 s \| \| 10e \| Annemiek van Vleuten \| Pays-Bas \| Rabo Liv Women \| + 2 min 06 s \| |                        |                |                |                 |
| |                        |                |                |                 |
| Source : ProCyclingStats |                        |                |                |                 |
| Classement général |                        |                |                |                 |
| Coureur | Coureur                | Pays           | Équipe         | Temps           |
| 1re | Marianne Vos           | Pays-Bas       | Rabo Liv Women | 2 h 44 min 20 s |
| 2e | Pauline Ferrand-Prévot | France         | Rabo Liv Women | + 15 s          |
| 3e | Elisa Longo Borghini   | Italie         | Hitec Products | + 23 s          |
| 4e | Anna van der Breggen   | Pays-Bas       | Rabo Liv Women | + 1 min 36 s    |
| 5e | Ashleigh Moolman       | Afrique du Sud | Hitec Products | + 1 min 42 s    |
| 6e | Claudia Lichtenberg    | Allemagne      | Giant-Shimano  | + 1 min 42 s    |
| 7e | Emma Johansson         | Suède          | Orica-AIS      | + 1 min 44 s    |
| 8e | Megan Guarnier         | États-Unis     | Boels Dolmans  | + 1 min 44 s    |
| 9e | Audrey Cordon          | France         | Hitec Products | + 1 min 55 s    |
| 10e | Annemiek van Vleuten   | Pays-Bas       | Rabo Liv Women | + 2 min 06 s    |

### 2eétape

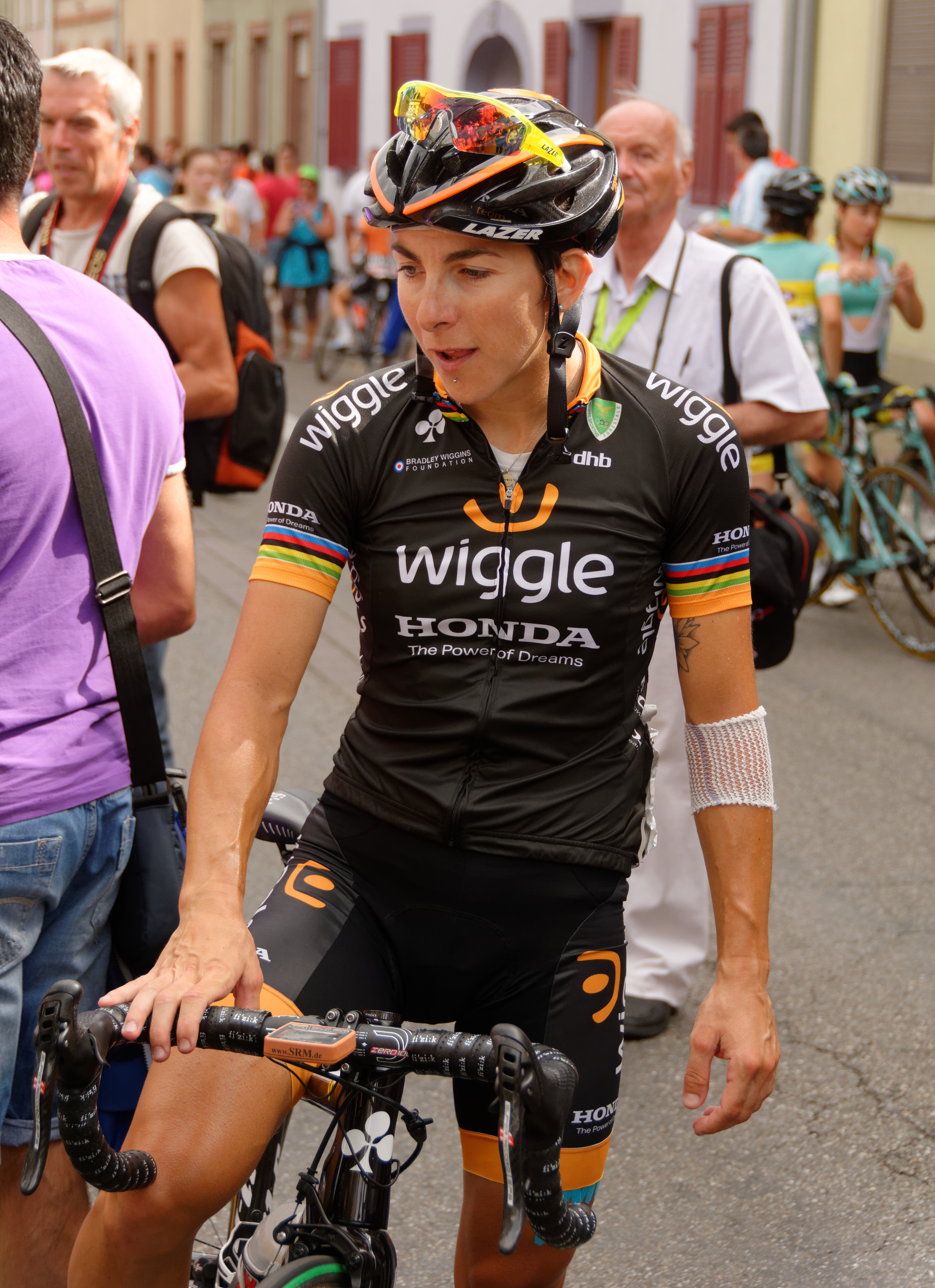
Giorgia Bronzini, en 2015

L'étape est contrôlée par les équipes de sprinteuses, telles que Wiggle Honda, Hitec Products et Alé Cipollini. À mi-étape, Alexandra Burchenkova s'échappe et compte jusqu'à cinquante-cinq secondes d'avance. Elle est néanmoins reprise à l'entame du dernier tour, soit à vingt kilomètres de l'arrivée. Dans le final, Valentina Bastianelli part mais le peloton ne lui laisse aucune chance. Au sprint, Giorgia Bronzini est placée dans la roue de Marianne Vos. L'Italienne lance le sprint et gagne nettement devant la Néerlandaise et Shelley Olds.
| \| Classement de l'étape \| Classement de l'étape \| Classement de l'étape \| Classement de l'étape \| Classement de l'étape \| \| Coureur \| Coureur \| Pays \| Équipe \| Temps \| \| --------------------- \| ---------------------- \| --------------------- \| ---------------------- \| --------------------- \| \| 1re \| Giorgia Bronzini \| Italie \| Wiggle Honda \| 2 h 54 min 36 s \| \| 2e \| Marianne Vos \| Pays-Bas \| Rabo Liv Women \| + 0 s \| \| 3e \| Shelley Olds \| États-Unis \| Alé Cipollini \| + 0 s \| \| 4e \| Carmen Small \| États-Unis \| Specialized-Lululemon \| + 0 s \| \| 5e \| Annemiek van Vleuten \| Pays-Bas \| Rabo Liv Women \| + 0 s \| \| 6e \| Barbara Guarischi \| Italie \| Alé Cipollini \| + 0 s \| \| 7e \| Melissa Hoskins \| Australie \| Orica-AIS \| + 0 s \| \| 8e \| Giada Borgato \| Italie \| Estado de México-Faren \| + 0 s \| \| 9e \| Pauline Ferrand-Prévot \| France \| Rabo Liv Women \| + 0 s \| \| 10e \| Emma Johansson \| Suède \| Orica-AIS \| + 0 s \| |                        |            |                        |                 |
| |                        |            |                        |                 |
| Source : ProCyclingStats |                        |            |                        |                 |
| Classement de l'étape |                        |            |                        |                 |
| Coureur | Coureur                | Pays       | Équipe                 | Temps           |
| 1re | Giorgia Bronzini       | Italie     | Wiggle Honda           | 2 h 54 min 36 s |
| 2e | Marianne Vos           | Pays-Bas   | Rabo Liv Women         | + 0 s           |
| 3e | Shelley Olds           | États-Unis | Alé Cipollini          | + 0 s           |
| 4e | Carmen Small           | États-Unis | Specialized-Lululemon  | + 0 s           |
| 5e | Annemiek van Vleuten   | Pays-Bas   | Rabo Liv Women         | + 0 s           |
| 6e | Barbara Guarischi      | Italie     | Alé Cipollini          | + 0 s           |
| 7e | Melissa Hoskins        | Australie  | Orica-AIS              | + 0 s           |
| 8e | Giada Borgato          | Italie     | Estado de México-Faren | + 0 s           |
| 9e | Pauline Ferrand-Prévot | France     | Rabo Liv Women         | + 0 s           |
| 10e | Emma Johansson         | Suède      | Orica-AIS              | + 0 s           |

| \| Classement général \| Classement général \| Classement général \| Classement général \| Classement général \| \| Coureur \| Coureur \| Pays \| Équipe \| Temps \| \| ------------------ \| ---------------------- \| ------------------ \| ------------------ \| ------------------ \| \| 1re \| Marianne Vos \| Pays-Bas \| Rabo Liv Women \| 5 h 38 min 50 s \| \| 2e \| Pauline Ferrand-Prévot \| France \| Rabo Liv Women \| + 21 s \| \| 3e \| Elisa Longo Borghini \| Italie \| Hitec Products \| + 29 s \| \| 4e \| Emma Johansson \| Suède \| Orica-AIS \| + 1 min 50 s \| \| 5e \| Megan Guarnier \| États-Unis \| Boels Dolmans \| + 1 min 50 s \| \| 6e \| Claudia Lichtenberg \| Allemagne \| Giant-Shimano \| + 1 min 53 s \| \| 7e \| Anna van der Breggen \| Pays-Bas \| Rabo Liv Women \| + 1 min 54 s \| \| 8e \| Ashleigh Moolman \| Afrique du Sud \| Hitec Products \| + 2 min 00 s \| \| 9e \| Annemiek van Vleuten \| Pays-Bas \| Rabo Liv Women \| + 2 min 12 s \| \| 10e \| Audrey Cordon \| France \| Hitec Products \| + 2 min 13 s \| |                        |                |                |                 |
| |                        |                |                |                 |
| Source : ProCyclingStats |                        |                |                |                 |
| Classement général |                        |                |                |                 |
| Coureur | Coureur                | Pays           | Équipe         | Temps           |
| 1re | Marianne Vos           | Pays-Bas       | Rabo Liv Women | 5 h 38 min 50 s |
| 2e | Pauline Ferrand-Prévot | France         | Rabo Liv Women | + 21 s          |
| 3e | Elisa Longo Borghini   | Italie         | Hitec Products | + 29 s          |
| 4e | Emma Johansson         | Suède          | Orica-AIS      | + 1 min 50 s    |
| 5e | Megan Guarnier         | États-Unis     | Boels Dolmans  | + 1 min 50 s    |
| 6e | Claudia Lichtenberg    | Allemagne      | Giant-Shimano  | + 1 min 53 s    |
| 7e | Anna van der Breggen   | Pays-Bas       | Rabo Liv Women | + 1 min 54 s    |
| 8e | Ashleigh Moolman       | Afrique du Sud | Hitec Products | + 2 min 00 s    |
| 9e | Annemiek van Vleuten   | Pays-Bas       | Rabo Liv Women | + 2 min 12 s    |
| 10e | Audrey Cordon          | France         | Hitec Products | + 2 min 13 s    |

### 3eétape
Il fait trente-trois degrés lors de cette troisième étape. Marta Tagliaferro remporte le premier sprint intermédiaire au bout de 17,5 km. Au bout d'une heure de course, une échappée de quinze coureuses se détache. On compte parmi elles : Annemiek van Vleuten, Giorgia Bronzini, Julie Leth, Valentina Scandolara, Doris Schweizer et Elena Berlato. Leur avance croît à une minute trente-cinq. Dans la première ascension du jour, ce groupe d'échappées perd plusieurs éléments. Mayuko Hagiwara fait la jonction depuis le peloton. Au pied de l'ascension finale, elles sont quatre à se disputer la victoire : Van Vleuten, Berlato, Schweizer et Hagiwara. La Néerlandaise passe à l'attaque à un kilomètre de l'arrivée et n'est plus rejointe. Elena Berlato est deuxième, dix secondes plus loin.
| \| Classement de l'étape \| Classement de l'étape \| Classement de l'étape \| Classement de l'étape \| Classement de l'étape \| \| Coureur \| Coureur \| Pays \| Équipe \| Temps \| \| --------------------- \| ---------------------- \| --------------------- \| --------------------- \| --------------------- \| \| 1re \| Annemiek van Vleuten \| Pays-Bas \| Bigla \| 3 h 20 min 50 s \| \| 2e \| Elena Berlato \| Italie \| Alé Cipollini \| + 10 s \| \| 3e \| Mayuko Hagiwara \| Japon \| Wiggle Honda \| + 16 s \| \| 4e \| Doris Schweizer \| Suisse \| Bigla \| + 20 s \| \| 5e \| Marianne Vos \| Pays-Bas \| Rabo Liv Women \| + 21 s \| \| 6e \| Claudia Lichtenberg \| Allemagne \| Liv-Plantur \| + 21 s \| \| 7e \| Pauline Ferrand-Prévot \| France \| Rabo Liv Women \| + 21 s \| \| 8e \| Megan Guarnier \| États-Unis \| Boels Dolmans \| + 21 s \| \| 9e \| Emma Johansson \| Suède \| Orica-AIS \| + 21 s \| \| 10e \| Ashleigh Moolman \| Afrique du Sud \| Bigla \| + 21 s \| |                        |                |                |                 |
| |                        |                |                |                 |
| Source : ProCyclingStats |                        |                |                |                 |
| Classement de l'étape |                        |                |                |                 |
| Coureur | Coureur                | Pays           | Équipe         | Temps           |
| 1re | Annemiek van Vleuten   | Pays-Bas       | Bigla          | 3 h 20 min 50 s |
| 2e | Elena Berlato          | Italie         | Alé Cipollini  | + 10 s          |
| 3e | Mayuko Hagiwara        | Japon          | Wiggle Honda   | + 16 s          |
| 4e | Doris Schweizer        | Suisse         | Bigla          | + 20 s          |
| 5e | Marianne Vos           | Pays-Bas       | Rabo Liv Women | + 21 s          |
| 6e | Claudia Lichtenberg    | Allemagne      | Liv-Plantur    | + 21 s          |
| 7e | Pauline Ferrand-Prévot | France         | Rabo Liv Women | + 21 s          |
| 8e | Megan Guarnier         | États-Unis     | Boels Dolmans  | + 21 s          |
| 9e | Emma Johansson         | Suède          | Orica-AIS      | + 21 s          |
| 10e | Ashleigh Moolman       | Afrique du Sud | Bigla          | + 21 s          |

| \| Classement général \| Classement général \| Classement général \| Classement général \| Classement général \| \| Coureur \| Coureur \| Pays \| Équipe \| Temps \| \| ------------------ \| ---------------------- \| ------------------ \| ------------------ \| ------------------ \| \| 1re \| Marianne Vos \| Pays-Bas \| Rabo Liv Women \| 9 h 00 min 01 s \| \| 2e \| Pauline Ferrand-Prévot \| France \| Rabo Liv Women \| + 21 s \| \| 3e \| Elisa Longo Borghini \| Italie \| Wiggle Honda \| + 29 s \| \| 4e \| Annemiek van Vleuten \| Pays-Bas \| Bigla \| + 1 min 41 s \| \| 5e \| Emma Johansson \| Suède \| Orica-AIS \| + 1 min 50 s \| \| 6e \| Megan Guarnier \| États-Unis \| Boels Dolmans \| + 1 min 50 s \| \| 7e \| Claudia Lichtenberg \| Allemagne \| Liv-Plantur \| + 1 min 53 s \| \| 8e \| Anna van der Breggen \| Pays-Bas \| Rabo Liv Women \| + 1 min 54 s \| \| 9e \| Ashleigh Moolman \| Afrique du Sud \| Bigla \| + 2 min 00 s \| \| 10e \| Audrey Cordon-Ragot \| France \| Wiggle Honda \| + 2 min 24 s \| |                        |                |                |                 |
| |                        |                |                |                 |
| Source : ProCyclingStats |                        |                |                |                 |
| Classement général |                        |                |                |                 |
| Coureur | Coureur                | Pays           | Équipe         | Temps           |
| 1re | Marianne Vos           | Pays-Bas       | Rabo Liv Women | 9 h 00 min 01 s |
| 2e | Pauline Ferrand-Prévot | France         | Rabo Liv Women | + 21 s          |
| 3e | Elisa Longo Borghini   | Italie         | Wiggle Honda   | + 29 s          |
| 4e | Annemiek van Vleuten   | Pays-Bas       | Bigla          | + 1 min 41 s    |
| 5e | Emma Johansson         | Suède          | Orica-AIS      | + 1 min 50 s    |
| 6e | Megan Guarnier         | États-Unis     | Boels Dolmans  | + 1 min 50 s    |
| 7e | Claudia Lichtenberg    | Allemagne      | Liv-Plantur    | + 1 min 53 s    |
| 8e | Anna van der Breggen   | Pays-Bas       | Rabo Liv Women | + 1 min 54 s    |
| 9e | Ashleigh Moolman       | Afrique du Sud | Bigla          | + 2 min 00 s    |
| 10e | Audrey Cordon-Ragot    | France         | Wiggle Honda   | + 2 min 24 s    |

### 4eétape

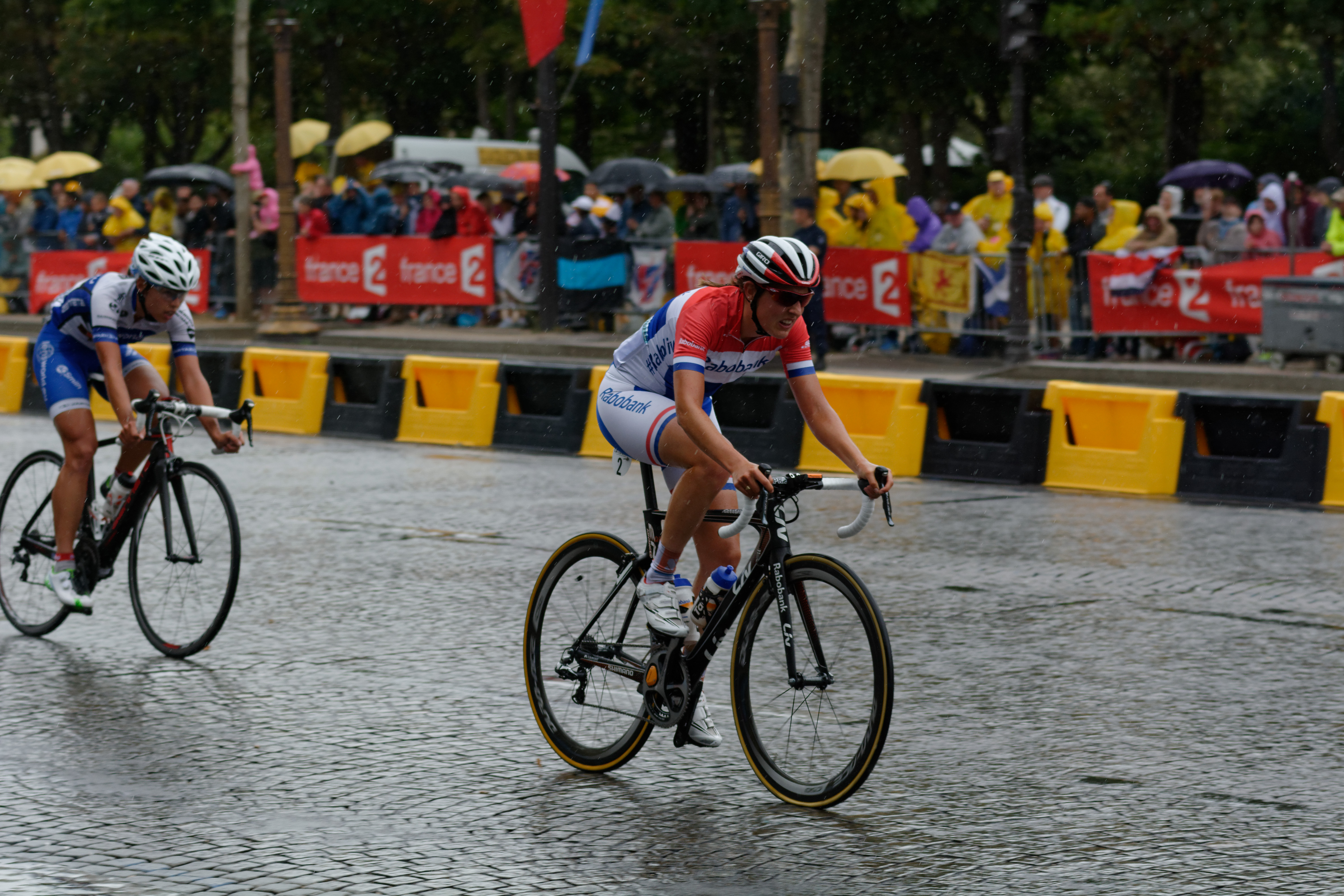
Lucinda Brand, durant la Course by le Tour 2015

En début d'étape, Emilie Moberg s'échappe avec Yulia Ilinykh. Elles sont rapidement reprises. Un groupe de contre part avec Eugenia Bujak, sans plus de succès. Yulia Ilinykh attaque de nouveau. Elle se maintient longtemps de en tête. À quinze kilomètres de l'arrivée, elle compte toujours deux minutes trente d'avance sur le peloton. Les équipes UnitedHealthcare et Hitec mènent la poursuite et reprennent la Russe dans le final. Après une descente technique vers Jesi, l'arrivée se dispute sur une côte à cinq pour cent. La photo finish doit départager au sprint Lucinda Brand, Shelley Olds et Marianne Vos. Cette dernière remporte finalement la décision. Il s'agit de la quatrième victoires d'étape pour la formation Rabobank. Marianne Vos renforce ainsi son maillot rose.
| \| Classement de l'étape \| Classement de l'étape \| Classement de l'étape \| Classement de l'étape \| Classement de l'étape \| \| Coureur \| Coureur \| Pays \| Équipe \| Temps \| \| --------------------- \| ---------------------- \| --------------------- \| --------------------- \| --------------------- \| \| 1re \| Marianne Vos \| Pays-Bas \| Rabo Liv Women \| 3 h 04 min 11 s \| \| 2e \| Shelley Olds \| États-Unis \| Alé Cipollini \| + 0 s \| \| 3e \| Lucinda Brand \| Pays-Bas \| Rabo Liv Women \| + 0 s \| \| 4e \| Emma Johansson \| Suède \| Orica-AIS \| + 0 s \| \| 5e \| Jolien D'Hoore \| Belgique \| Lotto Belisol Ladies \| + 0 s \| \| 6e \| Marta Tagliaferro \| Italie \| Alé Cipollini \| + 0 s \| \| 7e \| Elisa Longo Borghini \| Italie \| Hitec Products \| + 0 s \| \| 8e \| Pauline Ferrand-Prévot \| France \| Rabo Liv Women \| + 0 s \| \| 9e \| Simona Frapporti \| Italie \| Astana BePink Womens \| + 0 s \| \| 10e \| Barbara Guarischi \| Italie \| Alé Cipollini \| + 0 s \| |                        |            |                      |                 |
| |                        |            |                      |                 |
| Source : ProCyclingStats |                        |            |                      |                 |
| Classement de l'étape |                        |            |                      |                 |
| Coureur | Coureur                | Pays       | Équipe               | Temps           |
| 1re | Marianne Vos           | Pays-Bas   | Rabo Liv Women       | 3 h 04 min 11 s |
| 2e | Shelley Olds           | États-Unis | Alé Cipollini        | + 0 s           |
| 3e | Lucinda Brand          | Pays-Bas   | Rabo Liv Women       | + 0 s           |
| 4e | Emma Johansson         | Suède      | Orica-AIS            | + 0 s           |
| 5e | Jolien D'Hoore         | Belgique   | Lotto Belisol Ladies | + 0 s           |
| 6e | Marta Tagliaferro      | Italie     | Alé Cipollini        | + 0 s           |
| 7e | Elisa Longo Borghini   | Italie     | Hitec Products       | + 0 s           |
| 8e | Pauline Ferrand-Prévot | France     | Rabo Liv Women       | + 0 s           |
| 9e | Simona Frapporti       | Italie     | Astana BePink Womens | + 0 s           |
| 10e | Barbara Guarischi      | Italie     | Alé Cipollini        | + 0 s           |

| \| Classement général \| Classement général \| Classement général \| Classement général \| Classement général \| \| Coureur \| Coureur \| Pays \| Équipe \| Temps \| \| ------------------ \| ---------------------- \| ------------------ \| ------------------ \| ------------------ \| \| 1re \| Marianne Vos \| Pays-Bas \| Rabo Liv Women \| 12 h 04 min 02 s \| \| 2e \| Pauline Ferrand-Prévot \| France \| Rabo Liv Women \| + 31 s \| \| 3e \| Elisa Longo Borghini \| Italie \| Hitec Products \| + 39 s \| \| 4e \| Annemiek van Vleuten \| Pays-Bas \| Rabo Liv Women \| + 1 min 51 s \| \| 5e \| Emma Johansson \| Suède \| Orica-AIS \| + 2 min 00 s \| \| 6e \| Megan Guarnier \| États-Unis \| Boels Dolmans \| + 2 min 00 s \| \| 7e \| Claudia Lichtenberg \| Allemagne \| Giant-Shimano \| + 2 min 03 s \| \| 8e \| Anna van der Breggen \| Pays-Bas \| Rabo Liv Women \| + 2 min 04 s \| \| 9e \| Ashleigh Moolman \| Afrique du Sud \| Hitec Products \| + 2 min 08 s \| \| 10e \| Audrey Cordon \| France \| Hitec Products \| + 2 min 34 s \| |                        |                |                |                  |
| |                        |                |                |                  |
| Source : ProCyclingStats |                        |                |                |                  |
| Classement général |                        |                |                |                  |
| Coureur | Coureur                | Pays           | Équipe         | Temps            |
| 1re | Marianne Vos           | Pays-Bas       | Rabo Liv Women | 12 h 04 min 02 s |
| 2e | Pauline Ferrand-Prévot | France         | Rabo Liv Women | + 31 s           |
| 3e | Elisa Longo Borghini   | Italie         | Hitec Products | + 39 s           |
| 4e | Annemiek van Vleuten   | Pays-Bas       | Rabo Liv Women | + 1 min 51 s     |
| 5e | Emma Johansson         | Suède          | Orica-AIS      | + 2 min 00 s     |
| 6e | Megan Guarnier         | États-Unis     | Boels Dolmans  | + 2 min 00 s     |
| 7e | Claudia Lichtenberg    | Allemagne      | Giant-Shimano  | + 2 min 03 s     |
| 8e | Anna van der Breggen   | Pays-Bas       | Rabo Liv Women | + 2 min 04 s     |
| 9e | Ashleigh Moolman       | Afrique du Sud | Hitec Products | + 2 min 08 s     |
| 10e | Audrey Cordon          | France         | Hitec Products | + 2 min 34 s     |

### 5eétape
L'étape plate et balayée par le vent ne se prête pas aux attaques. Roxane Knetemann et Valentina Scandolara tentent des échappées, tout comme Audrey Cordon en fin d'étape. L'étape se conclut de manière prévisible au sprint. Marianne Vos devance Giorgia Bronzini et Shelley Olds.
| \| Classement de l'étape \| Classement de l'étape \| Classement de l'étape \| Classement de l'étape \| Classement de l'étape \| \| Coureur \| Coureur \| Pays \| Équipe \| Temps \| \| --------------------- \| --------------------- \| --------------------- \| ---------------------- \| --------------------- \| \| 1re \| Marianne Vos \| Pays-Bas \| Rabo Liv Women \| 2 h 53 min 30 s \| \| 2e \| Giorgia Bronzini \| Italie \| Wiggle Honda \| + 0 s \| \| 3e \| Shelley Olds \| États-Unis \| Alé Cipollini \| + 0 s \| \| 4e \| Emma Johansson \| Suède \| Orica-AIS \| + 0 s \| \| 5e \| Chloe Hosking \| Australie \| Hitec Products \| + 0 s \| \| 6e \| Annalisa Cucinotta \| Italie \| Servetto Footon \| + 0 s \| \| 7e \| Carmen Small \| États-Unis \| Specialized-Lululemon \| + 0 s \| \| 8e \| Giada Borgato \| Italie \| Estado de México-Faren \| + 0 s \| \| 9e \| Lucy van der Haar \| Royaume-Uni \| Giant-Shimano \| + 0 s \| \| 10e \| Edita Janeliūnaitė \| Lituanie \| Forno d’Asolo-Astute \| + 0 s \| |                    |             |                        |                 |
| |                    |             |                        |                 |
| Source : ProCyclingStats |                    |             |                        |                 |
| Classement de l'étape |                    |             |                        |                 |
| Coureur | Coureur            | Pays        | Équipe                 | Temps           |
| 1re | Marianne Vos       | Pays-Bas    | Rabo Liv Women         | 2 h 53 min 30 s |
| 2e | Giorgia Bronzini   | Italie      | Wiggle Honda           | + 0 s           |
| 3e | Shelley Olds       | États-Unis  | Alé Cipollini          | + 0 s           |
| 4e | Emma Johansson     | Suède       | Orica-AIS              | + 0 s           |
| 5e | Chloe Hosking      | Australie   | Hitec Products         | + 0 s           |
| 6e | Annalisa Cucinotta | Italie      | Servetto Footon        | + 0 s           |
| 7e | Carmen Small       | États-Unis  | Specialized-Lululemon  | + 0 s           |
| 8e | Giada Borgato      | Italie      | Estado de México-Faren | + 0 s           |
| 9e | Lucy van der Haar  | Royaume-Uni | Giant-Shimano          | + 0 s           |
| 10e | Edita Janeliūnaitė | Lituanie    | Forno d’Asolo-Astute   | + 0 s           |

| \| Classement général \| Classement général \| Classement général \| Classement général \| Classement général \| \| Coureur \| Coureur \| Pays \| Équipe \| Temps \| \| ------------------ \| ---------------------- \| ------------------ \| ------------------ \| ------------------ \| \| 1re \| Marianne Vos \| Pays-Bas \| Rabo Liv Women \| 14 h 57 min 22 s \| \| 2e \| Pauline Ferrand-Prévot \| France \| Rabo Liv Women \| + 41 s \| \| 3e \| Elisa Longo Borghini \| Italie \| Hitec Products \| + 49 s \| \| 4e \| Annemiek van Vleuten \| Pays-Bas \| Rabo Liv Women \| + 2 min 01 s \| \| 5e \| Emma Johansson \| Suède \| Orica-AIS \| + 2 min 10 s \| \| 6e \| Megan Guarnier \| États-Unis \| Boels Dolmans \| + 2 min 10 s \| \| 7e \| Claudia Lichtenberg \| Allemagne \| Giant-Shimano \| + 2 min 13 s \| \| 8e \| Anna van der Breggen \| Pays-Bas \| Rabo Liv Women \| + 2 min 14 s \| \| 9e \| Ashleigh Moolman \| Afrique du Sud \| Hitec Products \| + 2 min 18 s \| \| 10e \| Audrey Cordon \| France \| Hitec Products \| + 2 min 44 s \| |                        |                |                |                  |
| |                        |                |                |                  |
| Source : ProCyclingStats |                        |                |                |                  |
| Classement général |                        |                |                |                  |
| Coureur | Coureur                | Pays           | Équipe         | Temps            |
| 1re | Marianne Vos           | Pays-Bas       | Rabo Liv Women | 14 h 57 min 22 s |
| 2e | Pauline Ferrand-Prévot | France         | Rabo Liv Women | + 41 s           |
| 3e | Elisa Longo Borghini   | Italie         | Hitec Products | + 49 s           |
| 4e | Annemiek van Vleuten   | Pays-Bas       | Rabo Liv Women | + 2 min 01 s     |
| 5e | Emma Johansson         | Suède          | Orica-AIS      | + 2 min 10 s     |
| 6e | Megan Guarnier         | États-Unis     | Boels Dolmans  | + 2 min 10 s     |
| 7e | Claudia Lichtenberg    | Allemagne      | Giant-Shimano  | + 2 min 13 s     |
| 8e | Anna van der Breggen   | Pays-Bas       | Rabo Liv Women | + 2 min 14 s     |
| 9e | Ashleigh Moolman       | Afrique du Sud | Hitec Products | + 2 min 18 s     |
| 10e | Audrey Cordon          | France         | Hitec Products | + 2 min 44 s     |

### 6eétape

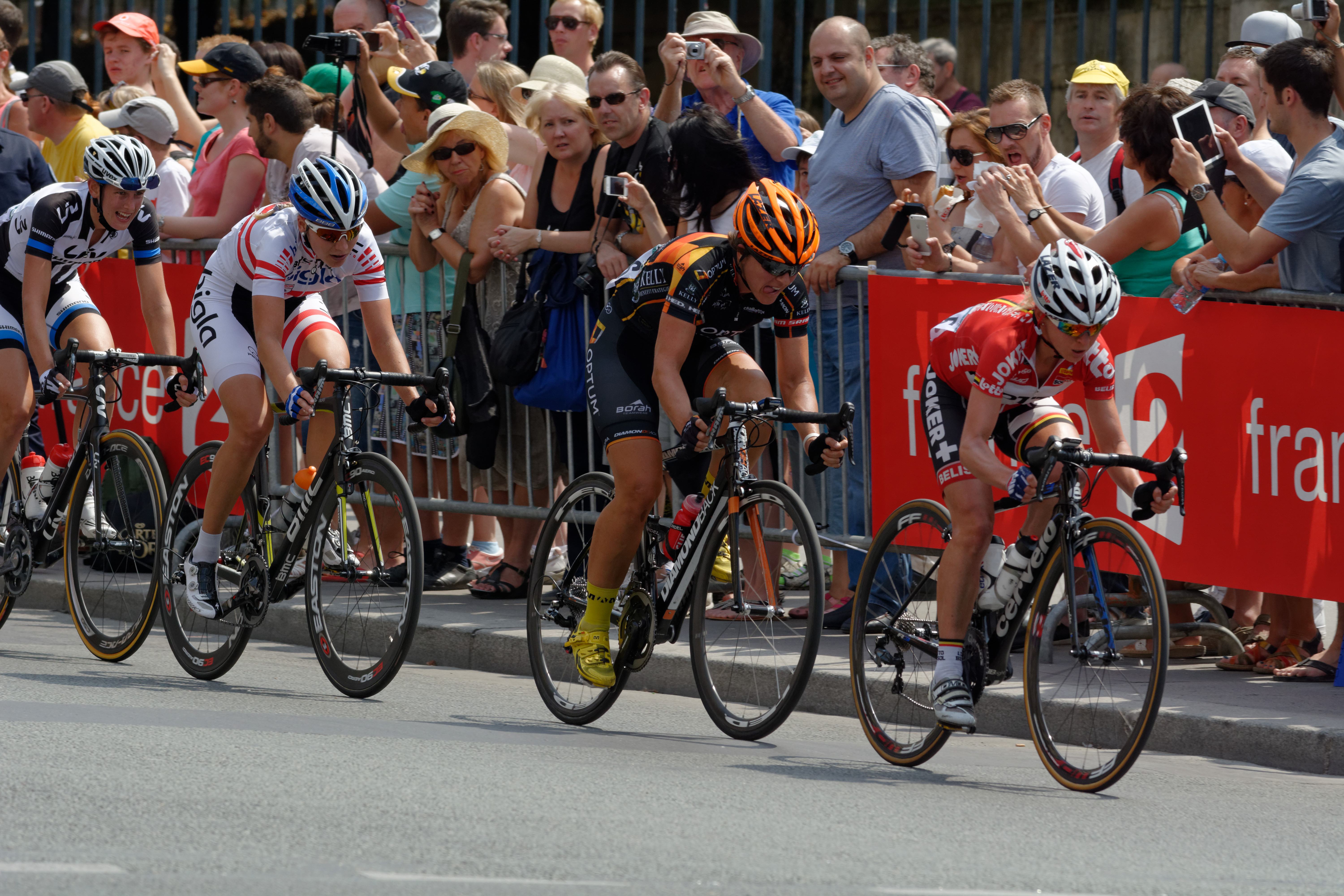
Emma Pooley, ici en tête à la Course by le Tour 2014

La sixième étape et la première montagneuse de ce Tour d'Italie. Dès la première ascension, Emma Pooley, qui ne représente plus de danger au classement général, attaque. Derrière, un groupe de poursuite de six coureuses se forme. Il est composé de : Katarzyna Niewiadoma, Trixi Worrack, Elena Berlato, Giorgia Bronzini, Jessie Daams et Valentina Scandolara. La coopération n'est pas optimal. Dans la longue montée qui suit, seule Katarzyna Niewiadoma parvient à suivre Emma Pooley dans un premier temps. Au sommet, la Britannique compte finalement deux minutes d'avance sur le groupe des favorites. Dans la descente menant à San Fior, la Rabobank se place en tête de peloton. Emma Pooley s'impose pour quinze secondes. Derrière, Anna van der Breggen prend la deuxième place et Marianne Vos la troisième.
| \| Classement de l'étape \| Classement de l'étape \| Classement de l'étape \| Classement de l'étape \| Classement de l'étape \| \| Coureur \| Coureur \| Pays \| Équipe \| Temps \| \| --------------------- \| ---------------------- \| --------------------- \| --------------------- \| --------------------- \| \| 1re \| Emma Pooley \| Royaume-Uni \| Lotto Belisol Ladies \| 3 h 05 min 46 s \| \| 2e \| Anna van der Breggen \| Pays-Bas \| Rabo Liv Women \| + 15 s \| \| 3e \| Marianne Vos \| Pays-Bas \| Rabo Liv Women \| + 15 s \| \| 4e \| Pauline Ferrand-Prévot \| France \| Rabo Liv Women \| + 15 s \| \| 5e \| Claudia Lichtenberg \| Allemagne \| Giant-Shimano \| + 15 s \| \| 6e \| Elisa Longo Borghini \| Italie \| Hitec Products \| + 15 s \| \| 7e \| Mara Abbott \| États-Unis \| UnitedHealthcare \| + 15 s \| \| 8e \| Katarzyna Niewiadoma \| Pologne \| Rabo Liv Women \| + 1 min 06 s \| \| 9e \| Annemiek van Vleuten \| Pays-Bas \| Rabo Liv Women \| + 4 min 19 s \| \| 10e \| Ashleigh Moolman \| Afrique du Sud \| Hitec Products \| + 4 min 19 s \| |                        |                |                      |                 |
| |                        |                |                      |                 |
| Source : ProCyclingStats |                        |                |                      |                 |
| Classement de l'étape |                        |                |                      |                 |
| Coureur | Coureur                | Pays           | Équipe               | Temps           |
| 1re | Emma Pooley            | Royaume-Uni    | Lotto Belisol Ladies | 3 h 05 min 46 s |
| 2e | Anna van der Breggen   | Pays-Bas       | Rabo Liv Women       | + 15 s          |
| 3e | Marianne Vos           | Pays-Bas       | Rabo Liv Women       | + 15 s          |
| 4e | Pauline Ferrand-Prévot | France         | Rabo Liv Women       | + 15 s          |
| 5e | Claudia Lichtenberg    | Allemagne      | Giant-Shimano        | + 15 s          |
| 6e | Elisa Longo Borghini   | Italie         | Hitec Products       | + 15 s          |
| 7e | Mara Abbott            | États-Unis     | UnitedHealthcare     | + 15 s          |
| 8e | Katarzyna Niewiadoma   | Pologne        | Rabo Liv Women       | + 1 min 06 s    |
| 9e | Annemiek van Vleuten   | Pays-Bas       | Rabo Liv Women       | + 4 min 19 s    |
| 10e | Ashleigh Moolman       | Afrique du Sud | Hitec Products       | + 4 min 19 s    |

| \| Classement général \| Classement général \| Classement général \| Classement général \| Classement général \| \| Coureur \| Coureur \| Pays \| Équipe \| Temps \| \| ------------------ \| ---------------------- \| ------------------ \| ------------------ \| ------------------ \| \| 1re \| Marianne Vos \| Pays-Bas \| Rabo Liv Women \| 18 h 03 min 19 s \| \| 2e \| Pauline Ferrand-Prévot \| France \| Rabo Liv Women \| + 45 s \| \| 3e \| Elisa Longo Borghini \| Italie \| Hitec Products \| + 53 s \| \| 4e \| Anna van der Breggen \| Pays-Bas \| Rabo Liv Women \| + 2 min 12 s \| \| 5e \| Claudia Lichtenberg \| Allemagne \| Giant-Shimano \| + 2 min 17 s \| \| 6e \| Mara Abbott \| États-Unis \| UnitedHealthcare \| + 2 min 58 s \| \| 7e \| Katarzyna Niewiadoma \| Pologne \| Rabo Liv Women \| + 4 min 41 s \| \| 8e \| Annemiek van Vleuten \| Pays-Bas \| Rabo Liv Women \| + 6 min 09 s \| \| 9e \| Emma Johansson \| Suède \| Orica-AIS \| + 6 min 18 s \| \| 10e \| Megan Guarnier \| États-Unis \| Boels Dolmans \| + 6 min 18 s \| |                        |            |                  |                  |
| |                        |            |                  |                  |
| Source : ProCyclingStats |                        |            |                  |                  |
| Classement général |                        |            |                  |                  |
| Coureur | Coureur                | Pays       | Équipe           | Temps            |
| 1re | Marianne Vos           | Pays-Bas   | Rabo Liv Women   | 18 h 03 min 19 s |
| 2e | Pauline Ferrand-Prévot | France     | Rabo Liv Women   | + 45 s           |
| 3e | Elisa Longo Borghini   | Italie     | Hitec Products   | + 53 s           |
| 4e | Anna van der Breggen   | Pays-Bas   | Rabo Liv Women   | + 2 min 12 s     |
| 5e | Claudia Lichtenberg    | Allemagne  | Giant-Shimano    | + 2 min 17 s     |
| 6e | Mara Abbott            | États-Unis | UnitedHealthcare | + 2 min 58 s     |
| 7e | Katarzyna Niewiadoma   | Pologne    | Rabo Liv Women   | + 4 min 41 s     |
| 8e | Annemiek van Vleuten   | Pays-Bas   | Rabo Liv Women   | + 6 min 09 s     |
| 9e | Emma Johansson         | Suède      | Orica-AIS        | + 6 min 18 s     |
| 10e | Megan Guarnier         | États-Unis | Boels Dolmans    | + 6 min 18 s     |

### 7eétape
Emma Pooley passe au sommet de la première côte du parcours et s'empare ainsi du maillot de la meilleure grimpeuse. La montée provoque une sélection dans le peloton. Un groupe de sept coureuses en profite également pour partir. Il s'agit de : Jessie Daams, Valentina Scandolara, Annemiek van Vleuten, Tayler Wiles, Linda Villumsen, Tatiana Antoshina et Katrin Garfoot. Le groupe est repris par le peloton mené par la formation Alé Cipollini à seize kilomètres de l'arrivée. Celle-ci est en faux-plat montant. Marianne Vos s'impose largement devant Giorgia Bronzini et Emma Johansson.
| \| Classement de l'étape \| Classement de l'étape \| Classement de l'étape \| Classement de l'étape \| Classement de l'étape \| \| Coureur \| Coureur \| Pays \| Équipe \| Temps \| \| --------------------- \| ---------------------- \| --------------------- \| --------------------- \| --------------------- \| \| 1re \| Marianne Vos \| Pays-Bas \| Rabo Liv Women \| 2 h 36 min 43 s \| \| 2e \| Giorgia Bronzini \| Italie \| Wiggle Honda \| + 0 s \| \| 3e \| Emma Johansson \| Suède \| Orica-AIS \| + 0 s \| \| 4e \| Pauline Ferrand-Prévot \| France \| Rabo Liv Women \| + 0 s \| \| 5e \| Shelley Olds \| États-Unis \| Alé Cipollini \| + 0 s \| \| 6e \| Anna van der Breggen \| Pays-Bas \| Rabo Liv Women \| + 0 s \| \| 7e \| Annemiek van Vleuten \| Pays-Bas \| Rabo Liv Women \| + 0 s \| \| 8e \| Daiva Tušlaitė \| Lituanie \| Forno d’Asolo-Astute \| + 0 s \| \| 9e \| Elisa Longo Borghini \| Italie \| Hitec Products \| + 0 s \| \| 10e \| Megan Guarnier \| États-Unis \| Boels Dolmans \| + 0 s \| |                        |            |                      |                 |
| |                        |            |                      |                 |
| Source : ProCyclingStats |                        |            |                      |                 |
| Classement de l'étape |                        |            |                      |                 |
| Coureur | Coureur                | Pays       | Équipe               | Temps           |
| 1re | Marianne Vos           | Pays-Bas   | Rabo Liv Women       | 2 h 36 min 43 s |
| 2e | Giorgia Bronzini       | Italie     | Wiggle Honda         | + 0 s           |
| 3e | Emma Johansson         | Suède      | Orica-AIS            | + 0 s           |
| 4e | Pauline Ferrand-Prévot | France     | Rabo Liv Women       | + 0 s           |
| 5e | Shelley Olds           | États-Unis | Alé Cipollini        | + 0 s           |
| 6e | Anna van der Breggen   | Pays-Bas   | Rabo Liv Women       | + 0 s           |
| 7e | Annemiek van Vleuten   | Pays-Bas   | Rabo Liv Women       | + 0 s           |
| 8e | Daiva Tušlaitė         | Lituanie   | Forno d’Asolo-Astute | + 0 s           |
| 9e | Elisa Longo Borghini   | Italie     | Hitec Products       | + 0 s           |
| 10e | Megan Guarnier         | États-Unis | Boels Dolmans        | + 0 s           |

| \| Classement général \| Classement général \| Classement général \| Classement général \| Classement général \| \| Coureur \| Coureur \| Pays \| Équipe \| Temps \| \| ------------------ \| ---------------------- \| ------------------ \| ------------------ \| ------------------ \| \| 1re \| Marianne Vos \| Pays-Bas \| Rabo Liv Women \| 20 h 39 min 52 s \| \| 2e \| Pauline Ferrand-Prévot \| France \| Rabo Liv Women \| + 54 s \| \| 3e \| Elisa Longo Borghini \| Italie \| Hitec Products \| + 1 min 03 s \| \| 4e \| Anna van der Breggen \| Pays-Bas \| Rabo Liv Women \| + 2 min 20 s \| \| 5e \| Claudia Lichtenberg \| Allemagne \| Giant-Shimano \| + 2 min 24 s \| \| 6e \| Mara Abbott \| États-Unis \| UnitedHealthcare \| + 3 min 08 s \| \| 7e \| Katarzyna Niewiadoma \| Pologne \| Rabo Liv Women \| + 4 min 51 s \| \| 8e \| Annemiek van Vleuten \| Pays-Bas \| Rabo Liv Women \| + 6 min 19 s \| \| 9e \| Emma Johansson \| Suède \| Orica-AIS \| + 6 min 24 s \| \| 10e \| Megan Guarnier \| États-Unis \| Boels Dolmans \| + 6 min 28 s \| |                        |            |                  |                  |
| |                        |            |                  |                  |
| Source : ProCyclingStats |                        |            |                  |                  |
| Classement général |                        |            |                  |                  |
| Coureur | Coureur                | Pays       | Équipe           | Temps            |
| 1re | Marianne Vos           | Pays-Bas   | Rabo Liv Women   | 20 h 39 min 52 s |
| 2e | Pauline Ferrand-Prévot | France     | Rabo Liv Women   | + 54 s           |
| 3e | Elisa Longo Borghini   | Italie     | Hitec Products   | + 1 min 03 s     |
| 4e | Anna van der Breggen   | Pays-Bas   | Rabo Liv Women   | + 2 min 20 s     |
| 5e | Claudia Lichtenberg    | Allemagne  | Giant-Shimano    | + 2 min 24 s     |
| 6e | Mara Abbott            | États-Unis | UnitedHealthcare | + 3 min 08 s     |
| 7e | Katarzyna Niewiadoma   | Pologne    | Rabo Liv Women   | + 4 min 51 s     |
| 8e | Annemiek van Vleuten   | Pays-Bas   | Rabo Liv Women   | + 6 min 19 s     |
| 9e | Emma Johansson         | Suède      | Orica-AIS        | + 6 min 24 s     |
| 10e | Megan Guarnier         | États-Unis | Boels Dolmans    | + 6 min 28 s     |

### 8eétape

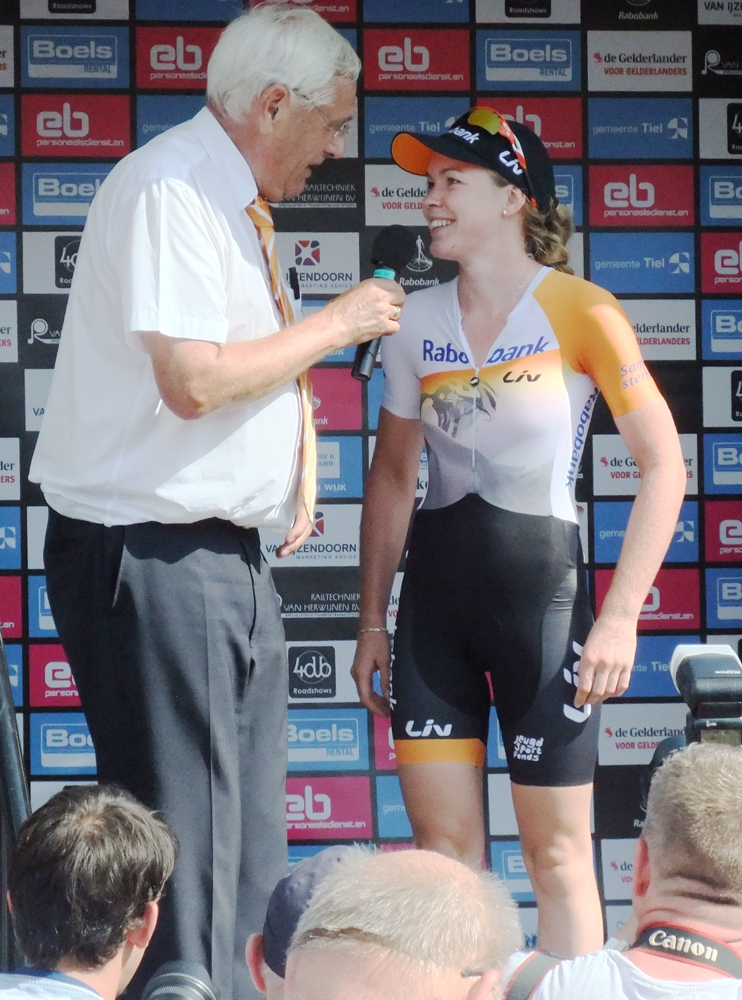
Anna van der Breggen, en 2014, est essentielle à la victoire de Marianne Vos

Le début d'étape est parcouru à vive allure avec de nombreuses attaques. Dans les pentes de San Domenico di Varzo, les favorites restent groupées dans un premier temps. Ensuite, Emma Pooley et Mara Abbott s'isolent à l'avant. La Britannique hausse le rythme progressivement dans le final et parvient à se défaire de l'Américaine pour aller s'imposer. Anna van der Breggen est troisième de l'étape et remonte à la même place au classement général. Marianne Vos est plus en difficulté et perd une minute trente sur Emma Pooley et surtout Mara Abbott qui devient quatrième du classement général. La formation Rabobank a cependant plusieurs cordes à son arc, sachant qu'elle occupe l'intégralité du podium.
| \| Classement de l'étape \| Classement de l'étape \| Classement de l'étape \| Classement de l'étape \| Classement de l'étape \| \| Coureur \| Coureur \| Pays \| Équipe \| Temps \| \| --------------------- \| ---------------------- \| --------------------- \| --------------------- \| --------------------- \| \| 1re \| Emma Pooley \| Royaume-Uni \| Lotto Belisol Ladies \| 2 h 32 min 49 s \| \| 2e \| Mara Abbott \| États-Unis \| UnitedHealthcare \| + 5 s \| \| 3e \| Anna van der Breggen \| Pays-Bas \| Rabo Liv Women \| + 29 s \| \| 4e \| Pauline Ferrand-Prévot \| France \| Rabo Liv Women \| + 53 s \| \| 5e \| Megan Guarnier \| États-Unis \| Boels Dolmans \| + 1 min 27 s \| \| 6e \| Marianne Vos \| Pays-Bas \| Rabo Liv Women \| + 1 min 28 s \| \| 7e \| Claudia Lichtenberg \| Allemagne \| Giant-Shimano \| + 1 min 53 s \| \| 8e \| Annemiek van Vleuten \| Pays-Bas \| Rabo Liv Women \| + 1 min 53 s \| \| 9e \| Tetyana Riabchenko \| Ukraine \| SC Michela Fanini Rox \| + 1 min 58 s \| \| 10e \| Emma Johansson \| Suède \| Orica-AIS \| + 2 min 01 s \| |                        |             |                       |                 |
| |                        |             |                       |                 |
| Source : ProCyclingStats |                        |             |                       |                 |
| Classement de l'étape |                        |             |                       |                 |
| Coureur | Coureur                | Pays        | Équipe                | Temps           |
| 1re | Emma Pooley            | Royaume-Uni | Lotto Belisol Ladies  | 2 h 32 min 49 s |
| 2e | Mara Abbott            | États-Unis  | UnitedHealthcare      | + 5 s           |
| 3e | Anna van der Breggen   | Pays-Bas    | Rabo Liv Women        | + 29 s          |
| 4e | Pauline Ferrand-Prévot | France      | Rabo Liv Women        | + 53 s          |
| 5e | Megan Guarnier         | États-Unis  | Boels Dolmans         | + 1 min 27 s    |
| 6e | Marianne Vos           | Pays-Bas    | Rabo Liv Women        | + 1 min 28 s    |
| 7e | Claudia Lichtenberg    | Allemagne   | Giant-Shimano         | + 1 min 53 s    |
| 8e | Annemiek van Vleuten   | Pays-Bas    | Rabo Liv Women        | + 1 min 53 s    |
| 9e | Tetyana Riabchenko     | Ukraine     | SC Michela Fanini Rox | + 1 min 58 s    |
| 10e | Emma Johansson         | Suède       | Orica-AIS             | + 2 min 01 s    |

| \| Classement général \| Classement général \| Classement général \| Classement général \| Classement général \| \| Coureur \| Coureur \| Pays \| Équipe \| Temps \| \| ------------------ \| ---------------------- \| ------------------ \| ------------------ \| ------------------ \| \| 1re \| Marianne Vos \| Pays-Bas \| Rabo Liv Women \| 23 h 14 min 09 s \| \| 2e \| Pauline Ferrand-Prévot \| France \| Rabo Liv Women \| + 16 s \| \| 3e \| Anna van der Breggen \| Pays-Bas \| Rabo Liv Women \| + 1 min 17 s \| \| 4e \| Mara Abbott \| États-Unis \| UnitedHealthcare \| + 1 min 39 s \| \| 5e \| Elisa Longo Borghini \| Italie \| Hitec Products \| + 1 min 46 s \| \| 6e \| Claudia Lichtenberg \| Allemagne \| Giant-Shimano \| + 2 min 47 s \| \| 7e \| Megan Guarnier \| États-Unis \| Boels Dolmans \| + 6 min 27 s \| \| 8e \| Annemiek van Vleuten \| Pays-Bas \| Rabo Liv Women \| + 6 min 44 s \| \| 9e \| Emma Johansson \| Suède \| Orica-AIS \| + 6 min 57 s \| \| 10e \| Katarzyna Niewiadoma \| Pologne \| Rabo Liv Women \| + 7 min 10 s \| |                        |            |                  |                  |
| |                        |            |                  |                  |
| Source : ProCyclingStats |                        |            |                  |                  |
| Classement général |                        |            |                  |                  |
| Coureur | Coureur                | Pays       | Équipe           | Temps            |
| 1re | Marianne Vos           | Pays-Bas   | Rabo Liv Women   | 23 h 14 min 09 s |
| 2e | Pauline Ferrand-Prévot | France     | Rabo Liv Women   | + 16 s           |
| 3e | Anna van der Breggen   | Pays-Bas   | Rabo Liv Women   | + 1 min 17 s     |
| 4e | Mara Abbott            | États-Unis | UnitedHealthcare | + 1 min 39 s     |
| 5e | Elisa Longo Borghini   | Italie     | Hitec Products   | + 1 min 46 s     |
| 6e | Claudia Lichtenberg    | Allemagne  | Giant-Shimano    | + 2 min 47 s     |
| 7e | Megan Guarnier         | États-Unis | Boels Dolmans    | + 6 min 27 s     |
| 8e | Annemiek van Vleuten   | Pays-Bas   | Rabo Liv Women   | + 6 min 44 s     |
| 9e | Emma Johansson         | Suède      | Orica-AIS        | + 6 min 57 s     |
| 10e | Katarzyna Niewiadoma   | Pologne    | Rabo Liv Women   | + 7 min 10 s     |

### 9eétape

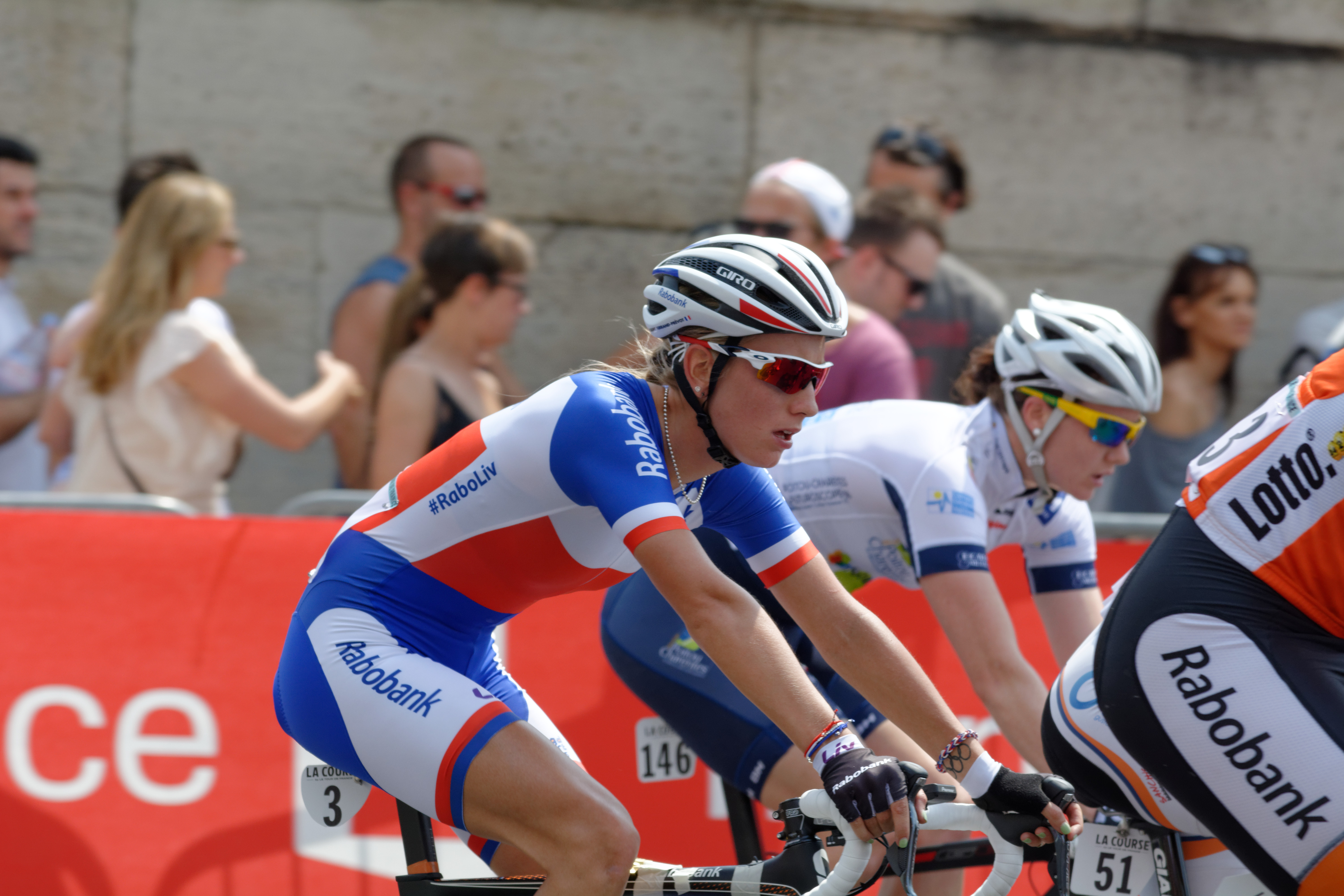
Pauline Ferrand-Prévot, à la Course by le Tour 2014

Sur le premier sprint intermédiaire, Marianne Vos s'impose devant Pauline Ferrand-Prévot. L'écart entre les deux coureuses n'étant au départ de l'étape que de seize secondes, ces bonifications sont essentielles pour la victoire finale. Le peloton est rapide. Sous l'impulsion de la Rabobank, le peloton accélère afin d'isoler Mara Abbott. Dans la montée finale, Emma Pooley attaque à trois kilomètres du sommet. Les favorites la laissent partir, la Britannique ne présentant pas de danger au classement général. Elle gagne donc l'étape et s'assure définitivement le maillot de la meilleure grimpeuse. Pauline Ferrand-Prévot et Marianne Vos arrivent peu après tout comme Anna van der Breggen. Elles occupent donc les trois premières places du classement général final.
| \| Classement de l'étape \| Classement de l'étape \| Classement de l'étape \| Classement de l'étape \| Classement de l'étape \| \| Coureur \| Coureur \| Pays \| Équipe \| Temps \| \| --------------------- \| ---------------------- \| --------------------- \| --------------------- \| --------------------- \| \| 1re \| Emma Pooley \| Royaume-Uni \| Lotto Belisol Ladies \| 1 h 57 min 40 s \| \| 2e \| Pauline Ferrand-Prévot \| France \| Rabo Liv Women \| + 25 s \| \| 3e \| Marianne Vos \| Pays-Bas \| Rabo Liv Women \| + 25 s \| \| 4e \| Anna van der Breggen \| Pays-Bas \| Rabo Liv Women \| + 33 s \| \| 5e \| Mara Abbott \| États-Unis \| UnitedHealthcare \| + 33 s \| \| 6e \| Elisa Longo Borghini \| Italie \| Hitec Products \| + 38 s \| \| 7e \| Claudia Lichtenberg \| Allemagne \| Giant-Shimano \| + 49 s \| \| 8e \| Annemiek van Vleuten \| Pays-Bas \| Rabo Liv Women \| + 50 s \| \| 9e \| Megan Guarnier \| États-Unis \| Boels Dolmans \| + 50 s \| \| 10e \| Tetyana Riabchenko \| Ukraine \| SC Michela Fanini Rox \| + 1 min 52 s \| |                        |             |                       |                 |
| |                        |             |                       |                 |
| Source : ProCyclingStats |                        |             |                       |                 |
| Classement de l'étape |                        |             |                       |                 |
| Coureur | Coureur                | Pays        | Équipe                | Temps           |
| 1re | Emma Pooley            | Royaume-Uni | Lotto Belisol Ladies  | 1 h 57 min 40 s |
| 2e | Pauline Ferrand-Prévot | France      | Rabo Liv Women        | + 25 s          |
| 3e | Marianne Vos           | Pays-Bas    | Rabo Liv Women        | + 25 s          |
| 4e | Anna van der Breggen   | Pays-Bas    | Rabo Liv Women        | + 33 s          |
| 5e | Mara Abbott            | États-Unis  | UnitedHealthcare      | + 33 s          |
| 6e | Elisa Longo Borghini   | Italie      | Hitec Products        | + 38 s          |
| 7e | Claudia Lichtenberg    | Allemagne   | Giant-Shimano         | + 49 s          |
| 8e | Annemiek van Vleuten   | Pays-Bas    | Rabo Liv Women        | + 50 s          |
| 9e | Megan Guarnier         | États-Unis  | Boels Dolmans         | + 50 s          |
| 10e | Tetyana Riabchenko     | Ukraine     | SC Michela Fanini Rox | + 1 min 52 s    |

## Classement général final
| \| Classement général \| Classement général \| Classement général \| Classement général \| Classement général \| \| Coureuse \| Coureuse \| Pays \| Équipe \| Temps \| \| ------------------ \| ---------------------- \| ------------------ \| -------------------- \| ------------------ \| \| 1re \| Marianne Vos \| Pays-Bas \| Rabo Liv Women \| 25 h 12 min 07 s \| \| 2e \| Pauline Ferrand-Prévot \| France \| Rabo Liv Women \| + 15 s \| \| 3e \| Anna van der Breggen \| Pays-Bas \| Rabo Liv Women \| + 1 min 32 s \| \| 4e \| Mara Abbott \| États-Unis \| UnitedHealthcare \| + 1 min 54 s \| \| 5e \| Elisa Longo Borghini \| Italie \| Hitec Products \| + 2 min 06 s \| \| 6e \| Claudia Lichtenberg \| Allemagne \| Giant-Shimano \| + 3 min 18 s \| \| 7e \| Megan Guarnier \| États-Unis \| Boels Dolmans \| + 6 min 59 s \| \| 8e \| Annemiek van Vleuten \| Pays-Bas \| Rabo Liv Women \| + 7 min 16 s \| \| 9e \| Emma Pooley \| Royaume-Uni \| Lotto Belisol Ladies \| + 8 min 23 s \| \| 10e \| Emma Johansson \| Suède \| Orica-AIS \| + 8 min 36 s \| |                        |             |                      |                  |
| |                        |             |                      |                  |
| Source : ProCyclingStats |                        |             |                      |                  |
| Classement général |                        |             |                      |                  |
| Coureuse | Coureuse               | Pays        | Équipe               | Temps            |
| 1re | Marianne Vos           | Pays-Bas    | Rabo Liv Women       | 25 h 12 min 07 s |
| 2e | Pauline Ferrand-Prévot | France      | Rabo Liv Women       | + 15 s           |
| 3e | Anna van der Breggen   | Pays-Bas    | Rabo Liv Women       | + 1 min 32 s     |
| 4e | Mara Abbott            | États-Unis  | UnitedHealthcare     | + 1 min 54 s     |
| 5e | Elisa Longo Borghini   | Italie      | Hitec Products       | + 2 min 06 s     |
| 6e | Claudia Lichtenberg    | Allemagne   | Giant-Shimano        | + 3 min 18 s     |
| 7e | Megan Guarnier         | États-Unis  | Boels Dolmans        | + 6 min 59 s     |
| 8e | Annemiek van Vleuten   | Pays-Bas    | Rabo Liv Women       | + 7 min 16 s     |
| 9e | Emma Pooley            | Royaume-Uni | Lotto Belisol Ladies | + 8 min 23 s     |
| 10e | Emma Johansson         | Suède       | Orica-AIS            | + 8 min 36 s     |

### Points UCI
| Position           | 1er | 2e | 3e | 4e | 5e | 6e | 7e | 8e | 9e | 10e | 11e | 12e | 13e | 14e | 15e | 16e | 17e | 18e |
| Classement général | 80  | 60 | 45 | 35 | 30 | 25 | 21 | 18 | 15 | 12  | 10  | 8   | 6   | 5   | 4   | 3   | 2   | 1   |
| Par étape          | 16  | 12 | 8  | 6  | 5  | 4  | 3  | 2  |    |     |     |     |     |     |     |     |     |     |
| Leader, par étape  | 4   |    |    |    |    |    |    |    |    |     |     |     |     |     |     |     |     |     |

## Classements annexes
| Classement par points | Classement par points  | Classement par points | Classement par points | Classement par points |
| Coureuse              | Coureuse               | Pays                  | Équipe                | Points                |
| --------------------- | ---------------------- | --------------------- | --------------------- | --------------------- |
| 1re                   | Marianne Vos           | Pays-Bas              | Rabo Liv Women        | 115 pts               |
| 2e                    | Pauline Ferrand-Prévot | France                | Rabo Liv Women        | 65 pts                |
| 3e                    | Annemiek van Vleuten   | Pays-Bas              | Rabo Liv Women        | 48 pts                |

| Classement par points | Classement par points  | Classement par points | Classement par points | Classement par points |
| Coureuse              | Coureuse               | Pays                  | Équipe                | Points                |
| --------------------- | ---------------------- | --------------------- | --------------------- | --------------------- |
| 1re                   | Marianne Vos           | Pays-Bas              | Rabo Liv Women        | 115 pts               |
| 2e                    | Pauline Ferrand-Prévot | France                | Rabo Liv Women        | 65 pts                |
| 3e                    | Annemiek van Vleuten   | Pays-Bas              | Rabo Liv Women        | 48 pts                |

| Classement de la montagne | Classement de la montagne | Classement de la montagne | Classement de la montagne | Classement de la montagne |
| Coureuse                  | Coureuse                  | Pays                      | Équipe                    | Points                    |
| ------------------------- | ------------------------- | ------------------------- | ------------------------- | ------------------------- |
| 1re                       | Emma Pooley               | Royaume-Uni               | Lotto Belisol Ladies      | 64 pts                    |
| 2e                        | Valentina Scandolara      | Italie                    | Orica-AIS                 | 33 pts                    |
| 3e                        | Anna van der Breggen      | Pays-Bas                  | Rabo Liv Women            | 31 pts                    |

| Classement de la montagne | Classement de la montagne | Classement de la montagne | Classement de la montagne | Classement de la montagne |
| Coureuse                  | Coureuse                  | Pays                      | Équipe                    | Points                    |
| ------------------------- | ------------------------- | ------------------------- | ------------------------- | ------------------------- |
| 1re                       | Emma Pooley               | Royaume-Uni               | Lotto Belisol Ladies      | 64 pts                    |
| 2e                        | Valentina Scandolara      | Italie                    | Orica-AIS                 | 33 pts                    |
| 3e                        | Anna van der Breggen      | Pays-Bas                  | Rabo Liv Women            | 31 pts                    |

| Classement du meilleur jeune | Classement du meilleur jeune | Classement du meilleur jeune | Classement du meilleur jeune | Classement du meilleur jeune |
| Coureuse                     | Coureuse                     | Pays                         | Équipe                       | Temps                        |
| ---------------------------- | ---------------------------- | ---------------------------- | ---------------------------- | ---------------------------- |
| 1re                          | Pauline Ferrand-Prévot       | France                       | Rabo Liv Women               | 25 h 12 min 22 s             |
| 2e                           | Elisa Longo Borghini         | Italie                       | Hitec Products               | + 1 min 51 s                 |
| 3e                           | Katarzyna Niewiadoma         | Pologne                      | Rabo Liv Women               | + 8 min 41 s                 |

| Classement du meilleur jeune | Classement du meilleur jeune | Classement du meilleur jeune | Classement du meilleur jeune | Classement du meilleur jeune |
| Coureuse                     | Coureuse                     | Pays                         | Équipe                       | Temps                        |
| ---------------------------- | ---------------------------- | ---------------------------- | ---------------------------- | ---------------------------- |
| 1re                          | Pauline Ferrand-Prévot       | France                       | Rabo Liv Women               | 25 h 12 min 22 s             |
| 2e                           | Elisa Longo Borghini         | Italie                       | Hitec Products               | + 1 min 51 s                 |
| 3e                           | Katarzyna Niewiadoma         | Pologne                      | Rabo Liv Women               | + 8 min 41 s                 |

| Classement de la meilleure Italienne | Classement de la meilleure Italienne | Classement de la meilleure Italienne | Classement de la meilleure Italienne | Classement de la meilleure Italienne |
|                                      | Coureur                              | Pays                                 | Équipe                               | Temps                                |
| ------------------------------------ | ------------------------------------ | ------------------------------------ | ------------------------------------ | ------------------------------------ |
| 1er                                  | Elisa Longo Borghini                 | Italie                               | Hitec Products                       | en 25 h 14 min 13 s                  |
| 2e                                   | Fabiana Luperini                     | Italie                               | Estado de México-Faren Kuota         | + 14 min 26 s                        |
| 3e                                   | Elena Berlato                        | Italie                               | Alé Cipollini                        | + 22 min 22 s                        |
| modifier                             |                                      |                                      |                                      |                                      |

## Évolution des classements
| Étape              | Vainqueur            | Classement général   | Classement par points | Classement de la montagne | Classement de la meilleure jeune | Classement de la meilleure Italienne |
| ------------------ | -------------------- | -------------------- | --------------------- | ------------------------- | -------------------------------- | ------------------------------------ |
| P                  | Annemiek van Vleuten | Annemiek van Vleuten | Annemiek van Vleuten  | non attribué              | Pauline Ferrand-Prévot           | Tatiana Guderzo                      |
| 1                  | Marianne Vos         | Marianne Vos         | Marianne Vos          | Ashleigh Moolman          | Pauline Ferrand-Prévot           | Elisa Longo Borghini                 |
| 2                  | Giorgia Bronzini     | Marianne Vos         | Marianne Vos          | Ashleigh Moolman          | Pauline Ferrand-Prévot           | Elisa Longo Borghini                 |
| 3                  | Annemiek van Vleuten | Marianne Vos         | Marianne Vos          | Valentina Scandolara      | Pauline Ferrand-Prévot           | Elisa Longo Borghini                 |
| 4                  | Marianne Vos         | Marianne Vos         | Marianne Vos          | Valentina Scandolara      | Pauline Ferrand-Prévot           | Elisa Longo Borghini                 |
| 5                  | Marianne Vos         | Marianne Vos         | Marianne Vos          | Valentina Scandolara      | Pauline Ferrand-Prévot           | Elisa Longo Borghini                 |
| 6                  | Emma Pooley          | Marianne Vos         | Marianne Vos          | Valentina Scandolara      | Pauline Ferrand-Prévot           | Elisa Longo Borghini                 |
| 7                  | Marianne Vos         | Marianne Vos         | Marianne Vos          | Emma Pooley               | Pauline Ferrand-Prévot           | Elisa Longo Borghini                 |
| 8                  | Emma Pooley          | Marianne Vos         | Marianne Vos          | Emma Pooley               | Pauline Ferrand-Prévot           | Elisa Longo Borghini                 |
| 9                  | Emma Pooley          | Marianne Vos         | Marianne Vos          | Emma Pooley               | Pauline Ferrand-Prévot           | Elisa Longo Borghini                 |
| Classements finals | Classements finals   | Marianne Vos         | Marianne Vos          | Emma Pooley               | Pauline Ferrand-Prévot           | Elisa Longo Borghini                 |

## Bilan
L'équipe Rabo Liv a largement dominé cette édition du Tour d'Italie. Elle remporte six étapes, le classement par points et de la meilleure jeune. Elle occupe l'intégralité du podium. Emma Pooley est l'autre grande lauréate de ce grand tour avec trois victoires d'étape à chaque fois que la route s'élevait et remporte donc le maillot de la meilleure grimpeuse. Mara Abbott avec sa quatrième place prouve qu'elle n'a pas usurpé son statut de favorite, toutefois son équipe ne pouvait rivaliser avec la Rabo Liv. Il est à noter qu'aux temps réels, donc sans bonifications, c'est Pauline Ferrand-Prévot qui se serait imposée devant Marianne Vos,.

## Liste des participantes
| Légende                             | Légende                                                                                              | Légende                                | Légende |
| ----------------------------------- | --- | -------------------------------------- | --- |
| Num                                 | Dossard de départ porté par la coureuse sur ce Tour d'Italie féminin                                 | Pos                                    | Position finale au classement général                                                                         |
| Leader du classement général        | Indique la vainqueur du classement général                                                           | Leader du classement des sprints       | Indique la vainqueur du classement par points                                                                 |
| Leader du classement de la montagne | Indique la vainqueur du classement de la montagne                                                    | Leader du classement du meilleur jeune | Indique la vainqueur du classement de la meilleure jeune                                                      |
|                                     | Indique un maillot de champion national ou mondial, suivi de sa spécialité                           | Leader du classement par points        | Indique la vainqueur du classement de la meilleure italienne                                                  |
| #                                   | Indique la meilleure équipe                                                                          | NP                                     | Indique une coureuse qui n'a pas pris le départ d'une étape, suivi du numéro de l'étape où elle s'est retirée |
| AB                                  | Indique une coureuse qui n'a pas terminé une étape, suivi du numéro de l'étape où elle s'est retirée | HD                                     | Indique une coureuse qui a terminé une étape hors des délais, suivi du numéro de l'étape                      |
| *                                   | Indique une coureuse en lice pour le classement de la meilleure jeune (coureuses nées après le )     |                                        | |

| UnitedHealthcare UHC | UnitedHealthcare UHC         | UnitedHealthcare UHC |
| -------------------- | ---------------------------- | -------------------- |
| Num                  | Coureur                      | Pos                  |
| 1                    | Mara Abbott ( USA)           | 4e                   |
| 2                    | Sharon Laws ( GBR)           | 42e                  |
| 3                    | Hannah Barnes ( GBR)         | 109e                 |
| 4                    | Katie Hall ( USA)            | 67e                  |
| 5                    | Alison Powers ( USA) (route) | 72e                  |
| 6                    | Coryn Rivera ( USA)          | 97e                  |
| 7                    | Scotti Wilborne ( USA)       | 81e                  |
| 8                    | Ruth Winder ( USA)           | 119e                 |

| Specialized-Lululemon SLU | Specialized-Lululemon SLU | Specialized-Lululemon SLU |
| ------------------------- | ------------------------- | ------------------------- |
| Num                       | Coureur                   | Pos                       |
| 11                        | Evelyn Stevens (USA)      | 15e                       |
| 12                        | Chantal Blaak (NED)       | 38e                       |
| 14                        | Carmen Small (USA)        | 99e                       |
| 15                        | Ally Stacher (USA)        | 91e                       |
| 16                        | Tiffany Cromwell (AUS)    | 29e                       |
| 18                        | Tayler Wiles (USA)        | 68e                       |
|                           | Trixi Worrack (GER)       | 71e                       |

| Top Girls Fassa Bortolo TOG | Top Girls Fassa Bortolo TOG | Top Girls Fassa Bortolo TOG |
| --------------------------- | --------------------------- | --------------------------- |
| Num                         | Coureur                     | Pos                         |
| 21                          | Irene Bitto (ITA)           | 83e                         |
| 22                          | Francesca Cauz (ITA)        | AB-8                        |
| 23                          | Silvia Cecchini (ITA)       | 131e                        |
| 24                          | Jennifer Fiori (ITA)        | 70e                         |
| 25                          | Sara Grifi (ITA)            | NP-6                        |
| 26                          | Asja Paladin (ITA)          | 31e                         |
| 27                          | Soraya Paladin (ITA)        | 73e                         |
| 28                          | Chiara Pierobon (ITA)       | 41e                         |

| RusVélo RVL | RusVélo RVL                     | RusVélo RVL |
| ----------- | ------------------------------- | ----------- |
| Num         | Coureur                         | Pos         |
| 31          | Tatiana Antoshina (RUS) (route) | 17e         |
| 32          | Julia Blindyuk (RUS)            | AB-6        |
| 33          | Elena Kuchinskaya (RUS)         | AB-1        |
| 34          | Eva Lechner (ITA)               | 58e         |
| 35          | Alexandra Burchenkova (RUS)     | NP-8        |
| 36          | Aizan Zhaparova (RUS)           | 103e        |
| 37          | Oxana Kozonchuk (RUS)           | NP-6        |
| 38          | Anastasiya Chulkova (RUS)       | 86e         |

| Lotto Soudal Ladies | Lotto Soudal Ladies          | Lotto Soudal Ladies |
| ------------------- | ---------------------------- | ------------------- |
| Num                 | Coureur                      | Pos                 |
| 41                  | Emma Pooley (GBR)            | 9e                  |
| 42                  | Jolien D'Hoore (BEL) (route) | 98e                 |
| 43                  | Liesbet de Vocht (BEL)       | NP-9                |
| 44                  | Lieselot Decroix (BEL)       | 87e                 |
| 45                  | Chantal Hoffmann (LUX)       | 124e                |
| 46                  | Sarah Rijkes (AUT)           | 60e                 |
| 48                  | Heidi Dalton (RSA)           | AB-1                |
|                     | Anisha Vekemans (BEL)        | 90e                 |

| Vaiano Fondriest VAI | Vaiano Fondriest VAI       | Vaiano Fondriest VAI |
| -------------------- | -------------------------- | -------------------- |
| Num                  | Coureur                    | Pos                  |
| 51                   | Sylwia Kapusta (POL)       | NP-8                 |
| 52                   | Alessia Martini (ITA)      | 129e                 |
| 53                   | Katazyna Sosna (LTU)       | 48e                  |
| 54                   | Ewelina Szybiak (POL)      | 57e                  |
| 55                   | Serika Guluma (COL)        | 40e                  |
| 56                   | Lija Laizane (LAT) (route) | 77e                  |
| 57                   | Jessica Parra (COL)        | 123e                 |
| 58                   | Miriam Romei (ITA)         | AB-2                 |

| Alé Cipollini ALE | Alé Cipollini ALE         | Alé Cipollini ALE |
| ----------------- | ------------------------- | ----------------- |
| Num               | Coureur                   | Pos               |
| 61                | Carla Ryan (AUS)          | 62e               |
| 62                | Tatiana Guderzo (ITA)     | 36e               |
| 63                | Małgorzata Jasińska (POL) | 64e               |
| 64                | Ane Santesteban (ESP)     | 24e               |
| 65                | Shelley Olds (USA)        | 88e               |
| 66                | Elena Berlato (ITA)       | 27e               |
| 67                | Barbara Guarischi (ITA)   | 75e               |
| 68                | Marta Tagliaferro (ITA)   | 94e               |

| Estado de México-Faren EMF | Estado de México-Faren EMF         | Estado de México-Faren EMF |
| -------------------------- | ---------------------------------- | -------------------------- |
| Num                        | Coureur                            | Pos                        |
| 71                         | Giada Borgato (ITA)                | 106e                       |
| 72                         | Uenia de Souza Fernades (BRA)      | 89e                        |
| 73                         | Maria Giulia Confalonieri (ITA)    | 76e                        |
| 74                         | Carolina Rodriguez Gutierrez (MEX) | 101e                       |
| 75                         | Fabiana Luperini (ITA)             | 16e                        |
| 76                         | Ana Teresa Casas (MEX) (route)     | 121e                       |
| 77                         | Marcela Prieto (MEX)               | AB-6                       |
| 78                         | Anna Trevisi (ITA)                 | AB-9                       |

| Boels Dolmans DLT | Boels Dolmans DLT         | Boels Dolmans DLT |
| ----------------- | ------------------------- | ----------------- |
| Num               | Coureur                   | Pos               |
| 82                | Ellen van Dijk (NED)      | 26e               |
| 83                | Jessie Daams (BEL)        | 18e               |
| 85                | Janneke Ensing (NED)      | NP-8              |
| 87                | Megan Guarnier (USA)      | 7e                |
| 88                | Katarzyna Pawlowska (POL) | 32e               |
|                   | Marieke van Wanroij (NED) | 82e               |
|                   | Nina Kessler (NED)        | 113e              |

| Giant-Shimano GIW | Giant-Shimano GIW     | Giant-Shimano GIW |
| ----------------- | --------------------- | ----------------- |
| Num               | Coureur               | Pos               |
| 91                | Claudia Häusler (GER) | 6e                |
| 92                | Lucy Garner (GBR)     | 126e              |
| 93                | Amy Pieters (NED)     | 66e               |
| 94                | Maaike Polspoel (BEL) | 65e               |
| 95                | Sara Mustonen (SWE)   | 63e               |
| 96                | Marijn de Vries (NED) | 112e              |
| 97                | Julia Soek (NED)      | 115e              |
| 98                | Willeke Knol (NED)    | 128e              |

| Rabo Liv Women RBW | Rabo Liv Women RBW                   | Rabo Liv Women RBW |
| ------------------ | ------------------------------------ | ------------------ |
| Num                | Coureur                              | Pos                |
| 101                | Marianne Vos (NED)                   | 1re                |
| 102                | Annemiek van Vleuten (NED)           | 8e                 |
| 103                | Pauline Ferrand-Prévot (FRA) (route) | 2e                 |
| 104                | Iris Slappendel (NED) (route)        | 50e                |
| 105                | Roxane Knetemann ( NED)              | 30e                |
| 106                | Anna van der Breggen (NED)           | 3e                 |
| 107                | Katarzyna Niewiadoma (POL)           | 11e                |
| 108                | Lucinda Brand (NED)                  | 22e                |

| SC Michela Fanini Rox MIC | SC Michela Fanini Rox MIC   | SC Michela Fanini Rox MIC |
| ------------------------- | --------------------------- | ------------------------- |
| Num                       | Coureur                     | Pos                       |
| 111                       | Edwige Pitel (FRA)          | 21e                       |
| 112                       | Barbara Heeb (SUI)          | NP-7                      |
| 113                       | Yevgeniya Vysotska (UKR)    | 20e                       |
| 114                       | Tetiana Riabchenko (UKR)    | 12e                       |
| 115                       | Michela Balducci (ITA)      | 130e                      |
| 116                       | Azzurra D'intino (ITA)      | 78e                       |
| 117                       | Valentina Bastianelli (ITA) | 111e                      |
| 118                       | Liisi Rist (EST) (route)    | 100e                      |

| Astana Bepink BPK | Astana Bepink BPK              | Astana Bepink BPK |
| ----------------- | ------------------------------ | ----------------- |
| Num               | Coureur                        | Pos               |
| 121               | Dalia Muccioli (ITA)           | 44e               |
| 122               | Silvia Valsecchi (ITA)         | 108e              |
| 123               | Simona Frapporti (ITA)         | 102e              |
| 124               | Ana Covrig (ROM)               | 110e              |
| 125               | Alice Algisi (ITA)             | 107e              |
| 126               | Doris Schweizer (SUI)          | 35e               |
| 127               | Alena Amialiusik (BLR) (route) | 14e               |
| 128               | Alice Maria Arzuffi (ITA)      | 39e               |

| Servetto Footon SEF | Servetto Footon SEF        | Servetto Footon SEF |
| ------------------- | -------------------------- | ------------------- |
| Num                 | Coureur                    | Pos                 |
| 131                 | Flavia Oliveira (BRA)      | 51e                 |
| 132                 | Sari Saarelainen (FIN)     | AB-1                |
| 133                 | Annalisa Cucinotta (ITA)   | 118e                |
| 134                 | Anna Potokina (RUS)        | AB-5                |
| 135                 | Marina Likhanova (RUS)     | AB-1                |
| 136                 | Emma Marcelli (ITA)        | 127e                |
| 137                 | Giovanna Michieletto (ITA) | AB-9                |
| 138                 | Marina Lari (ITA)          | 132e                |

| Orica-AIS GEW | Orica-AIS GEW                | Orica-AIS GEW |
| ------------- | ---------------------------- | ------------- |
| Num           | Coureur                      | Pos           |
| 141           | Emma Johansson (SWE) (route) | 10e           |
| 142           | Loes Gunnewijk (NED)         | 74e           |
| 143           | Shara Gillow (AUS)           | 34e           |
| 144           | Amanda Spratt (AUS)          | 45e           |
| 145           | Katrin Garfoot (AUS)         | 28e           |
| 146           | Melissa Hoskins (AUS)        | 79e           |
| 147           | Jessie Maclean (AUS)         | 85e           |
| 148           | Valentina Scandolara (ITA)   | 55e           |

| BTC City Ljubljana BTC | BTC City Ljubljana BTC      | BTC City Ljubljana BTC |
| ---------------------- | --------------------------- | ---------------------- |
| Num                    | Coureur                     | Pos                    |
| 151                    | Eugenia Bujak (POL) (route) | 25e                    |
| 152                    | Martina Ritter (AUT)        | 37e                    |
| 153                    | Polona Batagelj (SLO)       | (route)                |
| 154                    | Ursa Pintar (SLO)           | 84e                    |
| 155                    | Špela Kern (SLO)            | 53e                    |
| 156                    | Mia Radotic (CRO) (route)   | 114e                   |
| 157                    | Anja Rugelj (SLO)           | AB-1                   |
| 158                    | Elena Valentini (ITA)       | 105e                   |

| Wiggle Honda WHT | Wiggle Honda WHT              | Wiggle Honda WHT |
| ---------------- | ----------------------------- | ---------------- |
| Num              | Coureur                       | Pos              |
| 161              | Giorgia Bronzini (ITA)        | 59e              |
| 163              | Charlotte Becker (GER)        | 54e              |
| 164              | Linda Villumsen (NZL)         | 23e              |
| 165              | Peta Mullens (AUS)            | 43e              |
| 166              | Emily Collins (GBR)           | 69e              |
| 167              | Mayuko Hagiwara (JPN) (route) | 19e              |
|                  | Emilia Fahlin (SWE)           | 104e             |

| Hitec Products HPU | Hitec Products HPU             | Hitec Products HPU |
| ------------------ | ------------------------------ | ------------------ |
| Num                | Coureur                        | Pos                |
| 171                | Elisa Longo Borghini ( ITA)    | 5e                 |
| 172                | Ashleigh Moolman (RSA) (route) | 13e                |
| 173                | Audrey Cordon ( FRA)           | 33e                |
| 174                | Julie Leth ( NOR)              | 93e                |
| 175                | Cecilie Gotaas Johnsen (NOR)   |                    |
| 176                | Lauren Kitchen ( AUS)          | 117e               |
| 177                | Chloe Hosking ( AUS)           | 92e                |
| 178                | Emilie Moberg (NOR)            | 116e               |

| Bizkaia-Durango BPD | Bizkaia-Durango BPD       | Bizkaia-Durango BPD |
| ------------------- | ------------------------- | ------------------- |
| Num                 | Coureur                   | Pos                 |
| 181                 | Dorleta Eskamendi (ESP)   | 56e                 |
| 182                 | Clemilda Fernandes (BRA)  | 96e                 |
| 183                 | Marcia Fernandes (BRA)    | 61e                 |
| 184                 | Yulia Ilinykh (RUS)       | 125e                |
| 185                 | Samara Sheppard (NZL)     | AB-2                |
| 186                 | Mayalen Oriega (ESP)      | 95e                 |
| 187                 | Anna Ramirez (ESP)        | AB-1                |
| 188                 | Irene San Sebastian (ESP) | 52e                 |

| Forno d'Asolo Astute | Forno d'Asolo Astute     | Forno d'Asolo Astute |
| -------------------- | ------------------------ | -------------------- |
| Num                  | Coureur                  | Pos                  |
| 191                  | Rossella Callovi (ITA)   | AB-3                 |
| 192                  | Ingrid Drexel (MEX)      | AB-8                 |
| 193                  | Edita Janeliunaite (LTU) | 122e                 |
| 194                  | Jessenia Meneses (COL)   | 49e                  |
| 195                  | Olena Novikova (UKR)     | AB-1                 |
| 196                  | Olena Oljink (UKR)       | 46e                  |
| 197                  | Alena Sitsko (BLR)       | AB-8                 |
| 198                  | Daiva Tuslaite (LTU)     | 80e                  |

Source.

## Organisation et règlement de la course

### Classements et bonifications

#### Classement de la meilleure grimpeuse
Le classement de la meilleure grimpeuse, ou classement des monts, est un classement spécifique basé sur les arrivées au sommet des ascensions répertoriées dans l'ensemble de la course. Elles sont classées en trois catégories. Les ascensions de première catégorie rapportent respectivement 13, 11, 9, 7 et 5 points aux cinq premières coureuses, celles de deuxième catégorie 7, 5, 3, 2 et 1 point enfin celles de troisième catégorie 5, 4, 3, 2 et 1 point. Le premier du classement des monts est détenteur du maillot vert. En cas d'égalité, les coureuses sont prioritairement départagées par le nombre de premières places aux sommets. Si l'égalité persiste, le critère suivant est la place obtenue au classement général. Pour être classée, une coureuse doit avoir terminée la course dans les délais.

#### Classement par points
Le maillot cyclamen récompense le classement par points. Celui-ci se calcule selon le classement lors de sprints intermédiaires, dits « Traguardo Volante », et lors des arrivées d'étape. Les trois premières coureuses des sprints intermédiaires reçoivent respectivement 4, 2 et un point[réf. nécessaire]. Lors d'une arrivée d'étape, les dix premières se voient accorder des points selon le décompte suivant : 15,
12, 10, 8, 6, 5, 4, 3, 2, 1 point. En cas d'égalité, les coureuses sont prioritairement départagées par le nombre de victoires d'étapes. Si l'égalité persiste, le nombre de victoires à des sprints intermédiaires puis éventuellement la place obtenue au classement général entrent en compte. Pour être classée, une coureuse doit avoir terminée la course dans les délais

### Partenaires
Le maillot rose est parrainé par Derma Fresh. La société Bim apporte son soutien au classement de la montagne et SMP Selle à celui par points. Saugella est partenaire du classement de la meilleure jeune tandis que Dama finance le classement de la meilleure italienne.

### Vidéos
| - (it) « 2014 Giro Rosa Prologue Caserta », sur you tube (consulté le 23 janvier 2021) - (it) « 2014 Giro Rosa Stage 2 Frattamaggiore », sur you tube (consulté le 23 janvier 2021) - (it) « 2014 Giro Rosa Stage 3 Caserta San Donato Val di Comino », sur you tube (consulté le 23 janvier 2021) - (it) « 2014 Giro Rosa Stage 4 Alba Adriatica Jesi », sur you tube (consulté le 23 janvier 2021) | - (it) « 2014 Giro Rosa Stage 5 Jesi Cesenatico », sur you tube (consulté le 23 janvier 2021) - (it) « 2014 Giro Rosa Stage 6 Gaiarine San Fior », sur you tube (consulté le 23 janvier 2021) - (it) « 2014 Giro Rosa Stage 7 Aprica Chiavenna », sur you tube (consulté le 23 janvier 2021) - (it) « 2014 Giro Rosa Stage 8 Verbania San Domenico di Varzo », sur you tube (consulté le 23 janvier 2021) |

### Autres
- (it) Site officiel
- Ressource relative au sport :   - ProCyclingStats